# Personaggi di Squid Game
Squid Game (오징어 게임?, Ojing-eo geimLR, Ochingŏ keimMR, lett. "Gioco del calamaro") è una serie televisiva sudcoreana scritta, diretta e ideata da Hwang Dong-hyuk e distribuita in tutto il mondo sulla piattaforma di streaming Netflix dal 17 settembre 2021 al 27 giugno 2025, per un totale di tre stagioni.
Il cast della prima stagione della serie include Lee Jung-jae, Park Hae-soo, Jung Ho-yeon, Wi Ha-joon, Oh Yeong-su, Heo Sung-tae, Anupam Tripathi, Kim Joo-ryoung, Lee Byung-hun e Lee Seo-hwan. Nella seconda stagione, sono presenti anche Im Si-wan, Kang Ha-neul, Lee Jin-wook, Park Sung-hoon, T.O.P, Yang Dong-geun, Jo Yu-ri, Kang Ae-shim e Park Gyu-young oltre a Lee Jung-jae, Wi Ha-joon, Lee Byung-hun and Lee Seo-hwan che riprendono i loro ruoli della prima stagione.

## Personaggi principali

### Seong Gi-hun

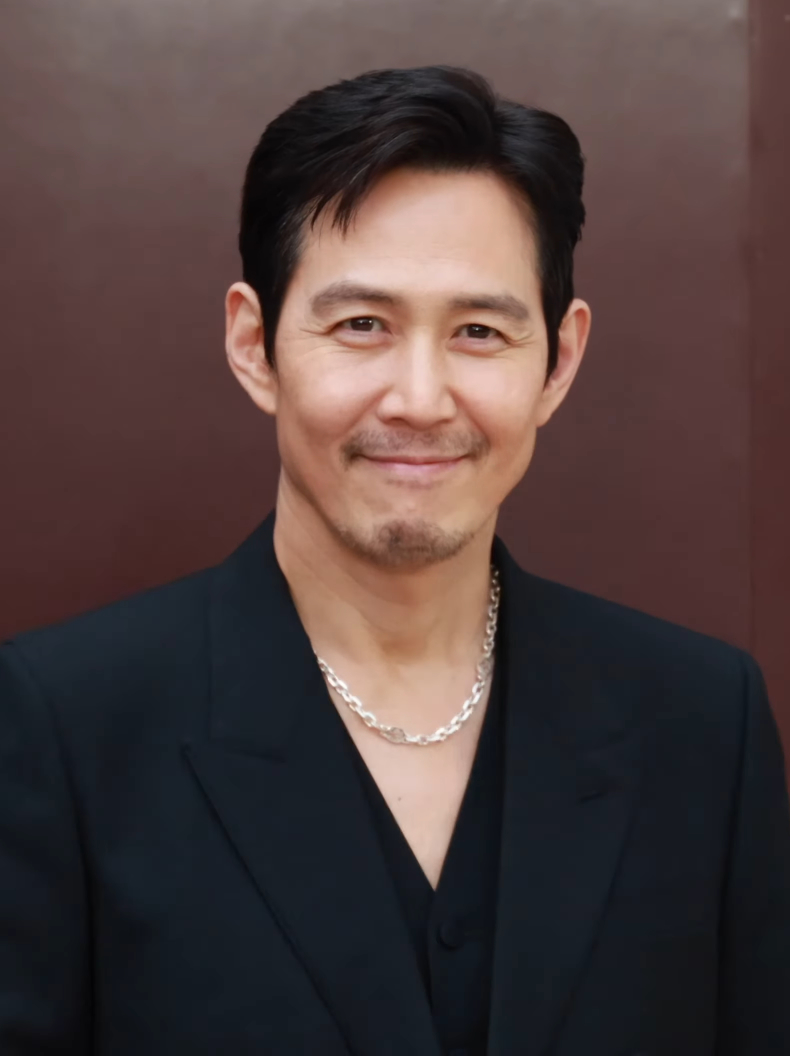
Seong Gi-hun è interpretato da Lee Jung-jae.

Seong Gi-hun, noto anche come Giocatore 456 è il protagonista della serie. È interpretato da Lee Jung-jae e doppiato da Gianfranco Miranda.
Gi-hun è un ludopatico sfortunato che viene reclutato per giocare allo Squid Game, una serie di giochi mortali per bambini, per un alto premio in denaro, che alla fine vince. Nella seconda stagione, torna al gioco per fare in modo che venga terminato per sempre. Gi-hun era basato su uno degli amici d'infanzia dello scrittore della serie Hwang Dong-hyuk. Gi-hun e Cho Sang-woo erano basati sulle esperienze personali di Hwang e rappresentavano "due lati" di se stesso; Gi-hun ha condiviso gli stessi aspetti dell'essere cresciuto da una madre single economicamente svantaggiata nel distretto di Ssangmun a Seoul, mentre Sang-woo ha riflettuto sul fatto che Hwang aveva frequentato la Seoul National University con grandi aspettative dalla sua famiglia e dal suo quartiere. Hwang ha detto che ha scelto di affidare a Lee il ruolo di Gi-hun per "distruggere la sua immagine carismatica ritratta nei suoi ruoli precedenti".
Nato il 31 ottobre 1974, Gi-hun è un residente del quartiere Ssangmun-dong nella città di Seoul, la capitale della Corea del Sud. 10 anni dopo aver perso il lavoro in uno stabilimento di produzione di automobili gestito dalla Dragon Motors, è un padre divorziato che, oltre a lavorare come autista, gioca continuamente d'azzardo allo scopo di guadagnare denaro. Vivendo con la madre diabetica e dopo aver saputo che sua figlia Seong Ga-yeong, a cui vuole molto bene, che insieme alla madre e al patrigno, si trasferirà in America, Gi-hun desidera disperatamente di pagare i suoi debiti accumulati a causa dei prestiti alla banca e agli strozzini.
Un giorno, dopo aver vinto 100.000 ₩ giocando a Ddakji con un reclutatore, Gi-hun viene invitato allo Squid Game, un'offerta che accetta nella speranza di vincere una grande quantità di denaro, ripagare i suoi grandi debiti, pagare le bollette dell'ospedale di sua madre, riavere la custodia di sua figlia e, in generale, assicurare una bella vita a lui e alla sua famiglia. Durante il gioco, Gi-hun stringe un'alleanza con Cho Sang-woo (Giocatore 218), un suo amico d'infanzia, Kang Sae-byeok (Giocatore 067), una disertrice nordcoreana, che prende sotto la sua ala protettiva Ali Abdul (Giocatore 199) anche colui che ha salvato la vita di Gi-hun durante "Un, due, tre, stella") e Oh Il-nam (Giocatore 001), un uomo anziano con cui lega fin da subito. Tuttavia, a causa della volontà di Cho Sang-woo di lasciare che gli altri giocatori muoiano per avanzare ulteriormente nel gioco, lui e Gi-hun diventano lentamente rivali, competendo l'uno contro l'altro nell'ultimo, nel gioco del calamaro. Gi-hun sconfigge Sang-woo nell'ultimo gioco ma si rifiuta di ucciderlo, offrendogli la possibilità di usare la terza clausola del gioco per salvare la vita del suo amico e dividersi il denaro in premio. Tuttavia, Sang-woo si suicida pugnalandosi al collo, consentendo a Gi-hun di vincere la competizione. Come ultima richiesta prima della sua morte, Sang-woo chiede a Gi-hun di usare parte della vincita del premio per aiutare sua madre. Gi-hun, già devastato dalla fresca esperienza tragica, è ancora più affranto dalla morte di Sang-woo.
Come vincitore, Gi-hun riceve il premio in denaro e torna a Seoul, ma scopre che sua madre è morta e piange sul suo corpo. Gi-hun rimane emotivamente traumatizzato e distrutto da ciò che ha passato durante il gioco, vivendo la sua vecchia vita e non spendendo nulla delle sue vincite poiché logorato da molteplici sensi di colpa. Un anno dopo, nel dicembre 2021, Gi-hun riceve una cartolina dal suo "gganbu" che gli dice di visitare un grattacielo. Gi-hun incontra Il-nam, ritenuto morto nei giochi, vivo ma disteso sul letto di morte, ed è inorridito e disgustato dalla rivelazione di Il-nam di aver creato lo Squid Game. Dopo che Gi-hun vince la scommessa di Il-nam su un senzatetto ubriaco fuori dal palazzo, Il-nam muore. In seguito, Gi-hun si tinge i capelli di rosso e si decide a tenere fede alle promesse fatte ai suoi due compagni defunti: egli affida il fratello di Sae-byeok alle cure della madre di Sang-woo e le dà una valigia contenente una grande parte del premio in denaro. Gi-hun decide quindi di salire su un volo per Los Angeles per vedere sua figlia, ma nota lo stesso reclutatore che aveva incontrato in origine alla metropolitana mentre giocava a ddakji con un altro giocatore. Gi-hun corre dal giocatore e prende il suo biglietto di invito, quindi chiama lui stesso il numero, affermando con rabbia che non può perdonare gli organizzatori per tutto quello che hanno fatto. Dopo che il Front Man gli risponde dicendo di "salire su quell'aereo", Gi-hun si gira e se ne va per cercare di abbattere gli organizzatori del gioco.
Due anni dopo, Gi-hun ha cercato senza sosta il reclutatore. Alla fine si incontrano e giocano a una partita di roulette russa, in cui il reclutatore muore e Gi-hun trova una carta nella sua giacca. La carta lo conduce a una festa dove una guardia mascherata lo porta a una limousine dove parla con il Front Man, chiedendogli di tornare al gioco. Gi-hun torna al gioco e avverte i giocatori nel primo gioco, "Un, due, tre, stella", aiutando la maggior parte di loro a sopravvivere. Contemporaneamete, Gi-hun si avvicina a diversi nuovi giocatori, tutti con complicate storie alle spalle e tra di essi vi è il suo vecchio e caro amico Jung-bae (Giocatore 390). Per il secondo gioco gioca un "pentathlon a sei gambe", che Gi-hun e la sua squadra vincono di misura, e un altro sadico e terrificante gioco, "Il Raduno", a cui sopravvive anche lui, pur continuando a sentirsi emotivamente a pezzi nel vedere le brutali uccisioni di molti giocatori innocenti. Prima che scoppi una rissa tra i giocatori che vogliono continuare i giochi e quelli che cercano di terminarli prima, Gi-hun, non potendone più, e la sua squadra escogitano un piano per porre fine al gioco, dando inizio a una rivolta contro le guardie. Nonostante il successo iniziale, il piano fallisce tragicamente e Gi-hun si ritrova davanti al Frontman, la sua nemesi, che gli fa notare l'inutilità della rivolta e per punirlo uccide a sangue freddo il suo amico Jung-bae, lasciando Gi-hun ancora una volta devastato dal dolore. 
La mattina dopo, si rifà la votazione che risulta con una vittoria schiacciante di coloro che vogliono continuare i giochi e dunque si procedette con il quarto gioco, nascondino. Esso fa dividere i giocatori in due fazioni, in cui la prima, vestita di blu, deve sopravvivere per 30 minuti in un labirinto colorato, mentre la seconda, vestita di rosso, deve uccidere almeno un blu per passare il gioco, Gi-hun fa parte della fazione rossa e passa tutto il gioco a cercare, animato da una rabbia cieca, Dae-ho (Giocatore 388) perché lui durante la rivolta non ha portato i proiettili necessari, dunque Gi-hun lo considera un traditore e come causa principale della morte dell'amico Jung-bae. Al termine di un confronto uno contro uno Gi-hun uccide Dae-ho e passa al prossimo gioco. Nel tempo di pausa tra il quarto e il quinto gioco Geum-ja (Giocatore 149) consulta Gi-hun e lo prega di aiutare Jun-hee (Giocatore 222) che ha partorito nel quarto gioco e che ora ha una figlia nei giochi. Gi-hun, caduto in uno stato di apatia e di profonda prostrazione, appare oramai senza speranze. Ma decide di farlo quando Geum-Ja decide di impiccarsi ridestandosi dallo sconforto per il bene di Jun-hee e della sua piccola innocente. Gi-hun procede al quinto gioco cercando di prendere la fiducia di Jun-hee e difendendola. Il quinto gioco è il Salto alla corda, dove i giocatori dovranno superare un ponte che ha alle estremità due bambole giganti che muovono la corda. Gi-hun decide di svolgere il gioco con il neonato alle sue spalle e con molta difficoltà arriva alla fine mettendo in salvo la bambina, promettendo a Jun-hee di tornarla a prendere quando tutti gli altri giocatori avranno finito, questo perché Jun-hee nel quarto gioco subì un infortunio alla gamba. Alla fine Jun-hee decide di buttarsi giù dal burrone che c'è attorno all'arena, chiedendo spaventata a Gi-hun di salvare sua figlia a qualunque costo. Gi-hun, prende fin da subito fortemente a cuore la promessa fatta alla defunta 222, trovando un altro motivo per cui lottare, ed anche questa volta arriva all'ultimo gioco. Le guardie decidono di far entrare nei giochi anche il neonato con il numero 222 in simbolo della madre e Gi-hun fa di tutto per tenere la bimba al sicuro dagli altri giocatori ormai fuori di senno. Quando viene rivelato che nel gioco finale bisognerà eliminare tre giocatori, la maggior parte dei finalisti escogitano contro Gi-hun e la neonata. Così che quella notte il Front Man consegna un coltellino a Gi-hun per uccidere i giocatori che tramavano contro di lui e mettere così in salvo sè stesso e la piccola. Ma Gi-hun, vista la sua immensa umanità non lo fa e così tutti si recano al gioco finale. Il gioco finale è il "Gioco del calamaro in aria" un gioco che ricorda una versione ancora più brutale del classico Gioco del calamaro della prima stagione, in cui ci sono tre piattaforme a forma di quadrato, triangolo e cerchio, su cui i giocatori dovranno decidere chi eliminare buttandosi giù, Gi-hun sopravvive al primo round, però nel secondo gli avversari decidono di buttare giù o lui o la piccola, ma dopo aver fallito diversi piani Gi-hun si trova un alleato inaspettato, Myung-gi (Giocatore 333) che si scopre essere il padre della bambina, è così che nella seconda piattaforma si scatena il caos e che ad arrivare all'ultima piattaforma ci sono solo Gi-hun, Myung-gi e la neonata. Prima di iniziare il round Myung-gi perde la testa e minaccia sadicamente e crudelmente Gi-hun, così inizia una lotta tra i due che risulta nella disfatta del giocatore 333, dove però il terzo round ancora non era iniziato. Di fronte alla disumana ed immorale scelta di sacrificare un'innocente, per di più una bambina piccolissima, Gi-hun si rifiuta e in lacrime, rivolto al front man, pronuncia quelle che saranno le sue ultime parole. "Noi non siamo cavalli. Siamo esseri umani. Gli esseri umani sono..."
Per dimostrare al suo nemico (Il Front Man) che c'è ancora un briciolo di bontà nell'umanità, Gi-hun sceglie la tragica e coraggiosa decisione di suicidarsi lasciandosi cadere nel vuoto dalla torre circolare, salvando la neonata che viene proclamata vincitrice, con i VIP che osservano sconvolti. 
Il Front Man, consapevole che Jun-ho e la guardia costiera stanno arrivando, ordina di far autodistruggere l'isola. Prima di ciò, va a recuperare la neonata, imbattendosi prima nel cadavere di Gi-hun, osservandolo quasi in lacrime. Gi-hun viene ricordato dal Front Man quando quest'ultimo, recatosi a Los Angeles, consegna alla figlia di Gi-hun, Ga-yeong, gli effetti personali e una parte del premio del padre.

### Hwang Jun-ho

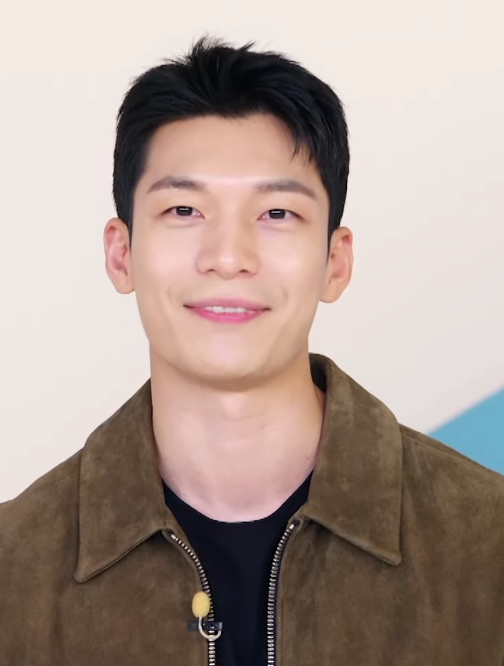
Wi Ha-joon interpreta Hwang Jun-ho.

Hwang Jun-ho è interpretato da Wi Ha-joon e doppiato da Marco Briglione. 
Jun-ho è un detective coraggioso e volitivo della polizia sudcoreana che sta cercando il suo fratellastro scomparso, In-ho. Quando Seong Gi-hun (Lee Jung-jae) racconta alla polizia la sua esperienza nel primo gioco, Jun-ho è l'unico a non reagire con scetticismo. In seguito scopre le prove che il fratello scomparso da tempo ha preso parte ai giochi, dopo aver trovato lo stesso biglietto da visita di Squid Game che Gi-hun aveva lasciato alla stazione di polizia nella stanza abbandonata dell'appartamento del fratello, quindi decide di infiltrarsi nei giochi per cercare di trovarlo.
Jun-ho si imbarca su un traghetto per l'isola dove si svolgono i giochi e si finge una guardia per infiltrarsi allo scopo di indagare in segreto. Registra diversi eventi dei giochi sul suo cellulare con l'intento di consegnare queste prove al suo capo scettico e ai suoi colleghi. Dopo che una guardia di livello superiore viene uccisa, Jun-ho prende il suo posto e chiede discretamente a Gi-hun se ha sentito parlare di un giocatore di nome In-ho, suo fratello maggiore. Gi-hun risponde dicendo che i giocatori non conoscono i veri nomi l'uno dell'altro.
In seguito viene coinvolto in un complotto di traffico di organi di cui faceva parte la guardia di cui inizialmente aveva preso l'identità, e crede che suo fratello sia morto nei giochi, poiché le guardie corrotte che trafficavano gli organi dei giocatori hanno menzionato un giocatore che si comportava come uno "zombie" con un solo rene. Jun-ho, per un momento si impanica, poiché crede e teme che si trattasse di suo fratello, poiché in precedenza gli aveva dato uno dei suoi reni. Sebbene questa fosse solo una coincidenza, Jun-ho spara a una delle guardie, il Numero 28, uccidendola in un impeto di rabbia.
Jun-ho riesce a intrufolarsi nell'ufficio del Front Man sull'isola, dove scopre un vasto archivio di giocatori e vincitori passati e rimane sorpreso nello scoprire che suo fratello ha vinto i giochi nel 2015. Evita per un pelo di essere trovato dal Front Man in persona e si traveste da cameriere per i sadici e perversi VIP che guardano e scommettono sulle partite. Finisce per essere aggredito sessualmente da uno di loro e ne approfitta per portarlo in una stanza privata e costringerlo sotto la minaccia di una pistola a rivelare tutto ciò che sa sulle partite davanti alla telecamera. Lascia il VIP privo di sensi e tenta di fuggire dall'isola, convinto di avere tutte le prove di cui ha bisogno, venendo brevemente individuato dal Front Man mentre se ne va.
Il Front Man e le guardie alla fine mettono all'angolo Jun-ho su una scogliera, dove Jun-ho si identifica come un agente di polizia e dice di aver inviato le prove dei giochi al suo superiore, nonostante non ci sia segnale sull'isola. Il Front Man è scettico e si offre di risparmiare Jun-ho se gli consegna il telefono e la pistola e cancella le prove. Jun-ho risponde sparandogli alla spalla e chiedendo di sapere chi è. Il Front Man si toglie quindi la maschera e si rivela essere suo fratello, In-ho. Alla vista del fratello, Ju-ho è profondamente scosso e pietrificato dallo shock. Quando In-ho si offre di nuovo di salvare Jun-ho, ma lui rifiuta e In-ho punta la pistola contro suo fratello che chiede, turbato: "In-ho... perché?" In-ho, a malincuore, gli spara alla spalla, facendolo cadere dalla scogliera e nell'oceano. Più tardi, In-ho viene mostrato come ossessionato dalle ultime parole di suo fratello.
Jun-ho sopravvive alla caduta dalla scogliera, venendo salvato dal capitano Park, un pescatore. Jun-ho, con il capitano Park, ha cercato l'isola di gioco per due anni, senza successo. Ha lasciato il suo lavoro di investigazione sui crimini più gravi ed è diventato un agente di polizia stradale, il che lo ha portato a indagare e trovare Gi-hun. I due parlano e si uniscono per porre fine al gioco per sempre, poiché i superiori di Jun-ho alla stazione di polizia non credono ancora che gli Squid Games esistano a causa della mancanza di prove. Jun-ho, insieme a Choi Woo-Seok, che ha formato una squadra di mercenari, escogita un piano per catturare il Front Man e smascherare gli organizzatori. Il piano fallisce e progettano di rintracciare Gi-hun fino all'isola di gioco con il localizzatore che gli hanno impiantato, ma viene rubato a Gi-hun e perdono le sue tracce. Jun-ho e la squadra cercano isole diverse. Su una di esse, vedono un possibile ingresso, ma esplode quando lo aprono. Tornato sulla barca, Jun-ho si rifiuta di tornare finché non avrà trovato l'isola, anche se il capitano Park si rivela essere un infiltrato e li sabota numerose volte. Grazie alle scoperte di un suo collaboratore rimasto a terra, Jun-ho finalmente realizza la reale natura di Park e dopo averlo ucciso, salvando un mercenario assoldato in precedenza da lui e Gi-hun, riprende le sue ricerche andando nelle acque che in precedenza Park aveva sconsigliato di controllare. Insieme all'ultimo soldato scampato al massacro di Park, Jun-ho trova e salva all'ultimo minuto da alcune guardie il giocatore 246, appena scappato dall'isola, e grazie a lui individua finalmente l'isola da lui a lungo cercata e su di essa la base dove vengono celebrati i sadici giochi. È ormai troppo tardi: Jun-ho entra nell'isola proprio quando l'isola sta per essere sia evacuata e fatta esplodere e per pochi istanti rivede il fratellastro In-ho, ma non riesce a sparargli e lo vede andare via con qualcosa stretto tra le braccia. Dopo la "fine" di tutto, circa sei mesi dopo, Jun-ho ritorna a casa, trova una bambina con indosso una felpa con il numero 222 e con essa una carta di credito, e il detective realizza che la piccola è la vincitrice di quell'edizione dello Squid Game e che, probabilmente, il fratello l'abbia affidata a lui.

### Hwang In-ho

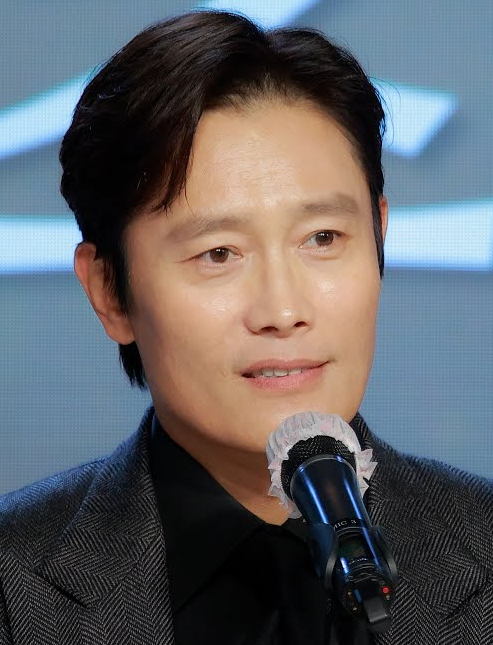
Lee Byung-hun interpreta Hwang In-ho.

Hwang In-ho, noto anche come Front Man e in seguito come Giocatore 001 nella seconda stagione o Giocatore 132 in un flashback, è il principale antagonista della serie Squid Game. È interpretato da Lee Byung-hun e doppiato da  Francesco De Francesco. 
Il Front Man è il supervisore inizialmente misterioso e glaciale dei giochi. Indossa una maschera e degli abiti neri e viene visto osservare lo svolgersi dei giochi in quartieri lussuosi, ascoltare musica ed entrare nelle arene di gioco solo quando è assolutamente necessario. Nei giochi del 2020, giustizia una guardia per aver mostrato il suo volto sotto la minaccia di una pistola. In seguito scopre che Jun-ho, un ufficiale della polizia nazionale coreana, si è infiltrato nell'isola dove si tengono i giochi e si è finto una guardia.
Quando i VIP arrivano sull'isola per guardare le partite, il Front Man sostituisce l'"ospite" delle partite. Durante il quinto gioco, che sfida i giocatori ad attraversare un ponte fatto di vetro normale e vetro temperato, In-ho nota un giocatore che usa la sua precedente conoscenza della fabbricazione del vetro per ispezionare i pannelli. Il Front Man spegne le luci della stanza per rimuovere il vantaggio. Poco dopo, nota che un VIP è scomparso e ordina una ricerca. Il VIP viene trovato privo di sensi e il Front Man si rende conto che l'intruso ha impersonato un cameriere.
Insegue Jun-ho attraverso gli archivi dei giochi e gli manda dietro diversi soldati, affrontandolo infine su una scogliera, dove Jun-ho rivela di essere un agente di polizia e di aver inviato le prove dei giochi al suo superiore. Il Front Man risponde con scetticismo, poiché l'isola è fuori dalla portata delle torri telefoniche, e si offre di risparmiare la vita a Jun-ho se si arrende e cancella le prove. Jun-ho rifiuta e spara al Front Man alla spalla, che poi si rivela essere In-ho, il fratello maggiore di Jun-ho che era scomparso anni prima dopo essersi unito ai giochi. Jun-ho pensava che fosse stato ucciso, ma ha scoperto di recente, con orrore e sgomento, che In-ho era in realtà il vincitore dei suoi giochi.
In-ho chiede di nuovo a Jun-ho di andare con lui, ma il fratello minore rifiuta e In-ho, seppur a malincuore, gli spara. Jun-ho si limita a chiedergli: "In-ho ... perché?" prima di cadere dalla scogliera e in mare. In seguito, In-ho è ossessionato e tormentato da una visione di suo fratello nello specchio del suo appartamento nascosto, che ripete la domanda.
Quando i giochi del 2020 si concludono, In-ho viene visto di nuovo in una limousine con il vincitore, Seong Gi-hun. Si congratula con Gi-hun per la sua vittoria, sinceramente sorpreso che ce la facesse, e spiega che il gioco è essenzialmente una corsa di cavalli, dove i cavalli sono i giocatori. Il 25 dicembre 2021, dopo la morte dell'ospite, Oh Il-nam, In-ho gli rende omaggio e probabilmente assume il suo ruolo di ospite e direttore generale. Qualche tempo dopo, Gi-hun si sta preparando per andare negli Stati Uniti per stare con sua figlia, ma incontra lo stesso signore che lo aveva reclutato per i giochi e usa il suo biglietto da visita per contattare il Front Man. In-ho gli dice di salire sull'aereo per il suo bene, ma Gi-hun rifiuta e dichiara la sua intenzione di trovarlo e fermare i giochi.
Due anni dopo, il Front Man è venuto a conoscenza degli sforzi determinati di Gi-hun per trovare il reclutatore. Alla fine affronta Gi-hun e accetta la sua sfida di rientrare nei giochi per fermarli dall'interno, dimostrando che la vera natura dell'umanità non è tossica come lui stesso ha affermato. Dopo aver osservato il primo gioco in cui Gi-hun aiuta i giocatori a sopravvivere al round di Un, due, tre, stella, In-ho decide infine di infiltrarsi nei giochi come il giocatore 001 in modo da poter manipolare più facilmente e con sadico divertimento i giocatori e dimostrare che Gi-hun si sbaglia.
Per creare fazioni in guerra tra i giocatori, il Front Man introduce il voto (a favore della fine dei giochi e della divisione equa dei soldi o del lasciarli continuare) dopo ogni gioco. Come giocatore 001, esprime il voto decisivo a favore della continuazione, ma riesce comunque a fare amicizia con Gi-hun e a unirsi alla sua squadra. Inventa un nome falso (Oh Young-il) e una storia, basata sulla verità della sua vita e sul motivo per cui è nei giochi: sua moglie incinta è gravemente malata e sono profondamente indebitati a causa delle sue spese mediche. Nel secondo gioco del pentathlon, In-ho fallisce in uno dei compiti della squadra, apparentemente apposta per giocare con gli altri, ma li aiuta comunque a raggiungere il successo completando il compito appena in tempo. Durante le pause tra i giochi, sembra dimostrare una certa empatia nei confronti della giocatrice 222, Jun-hee, visto il sul stato di gravidanza. Nel terzo e ansioso gioco, durante l'ultimo round, Jung-bae vede In-ho uccidere selvaggiamente e senza farsi scrupoli un altro giocatore per salvare entrambi da morte certa. L'avvenimento turba non poco Jung-bae mentre viene lasciato trasparire un lato molto oscuro, violento e pericoloso della personalità ambigua di In-ho.
Prima che inizi il gioco successivo, In-ho e Gi-hun concordano di non tentare di convincere altri giocatori a schierarsi dalla loro parte per evitare qualsiasi violenza tra i gruppi. Accetta di unirsi alla rivolta di Gi-hun contro i giochi, aiutando il suo gruppo a sopraffare le guardie e a usare le loro armi per cercare di raggiungere la sala di controllo dei giochi. Tuttavia, In-ho alla fine si rivolta contro di loro, uccidendo a tradimento e senza esitazioni altri due giocatori e fingendo la propria morte, quindi apparendo infine come Front Man davanti agli sconvolti Gi-hun e Jung-bae. Chiede a Gi-hun se gli è piaciuto fare l'eroe prima di giustiziare Jung-bae a sangue freddo e lasciare Gi-hun disperato. Una volta ripreso il suo ruolo di leader e con indosso i panni del Front Man, In-ho ordina che Gi-hun venga risparmiato e lo fa riportare nel dormitorio con gli altri sopravvissuti, per poi assistere alla crisi isterica del rivale dovuta alla disperazione per non essere stato giustiziato come gli altri ribelli. In-ho accoglie i nuovi sadici Vip partecipando a cene di lusso con loro e non perde mai di vista Gi-hun, che sopravvive anche al quarto gioco. Rimane segretamente in contatto con Park, il capitano che tiene d'occhio Jun-ho e la sua squadra di mercenari, arrivando ad ordinargli di sterminarli tutti se dovessero avvicinarsi troppo alla base degli Squid Game. Durante il quinto gioco, perde la vita Jun-hee, con Gi-hun che prende sotto la sua ala protettiva la bambina nata da poco ed è proprio In-ho (desideroso più che mai di vedere fino a dove possono spingersi i giocatori e soprattutto Gi-hun) a proporre ai Vip che sia la neonata a diventare un nuovo partecipante dei giochi in rappresentanza della madre, idea che viene accolta dai Vip e che crea ulteriori spaccature e tensioni letali trai i giocatori. Sapendo che i giocatori rimasti vogliono fare fuori sia Gi-hun che la bambina, In-ho fa portare il suo rivale nelle sue stanze per poterci parlare e metterlo alla prova. Davanti a Gi-hun, In-ho si toglie la maschera lasciando il giocatore 456 profondamente scosso e furioso per le sue menzogne passate, soprattutto quando In-ho ha il coraggio di chiedergli scusa per la morte del suo amico Jung-bae. In-ho dice chiaramente a Gi-hun che tutti gli altri vogliono ucciderlo e con lui la bimba, e per impedirlo gli offre la possibilità di farli fuori con un coltello che gli offre in modo da salvare sé stesso e la bambina innocente. Gi-hun, turbato, prende il coltello e se ne va senza però rispondere alla provocatoria domanda di In-ho, quando quest'ultimo gli domanda con fredda ambiguità e sufficienza: "Credi ancora nelle persone?".
Attraverso un breve flashback si scopre che anche ad In-ho venne fatta, dal precedente presentatore, la stessa proposta quando partecipò agli Squid Game solo che a differenza di Gi-hun, che si rifiuta di diventare quello che non è e sceglie ancora di combattere, In-ho ha ceduto e ha ucciso i restanti giocatori che erano finiti in finale con lui. Arrivati alla finale, In-ho assiste alla estenuante lotta di Gi-hun di proteggere la figlia di Jun-hee mentre gli altri giocatori muoiono uno dopo l'atro. Quando rimangono solo Gi-hun e il giocatore 333, nonché il vero padre della piccola, il secondo ormai folle e ammaliato dal montepremi vertiginoso arriva a minacciare di far del male alla bimba e Gi-hun riesce ad impedirlo. A causa di una svista, dove non è stato premuto il pulsante per dare via al round finale, i due partecipanti ufficiali rimasti sono esattamente Gi-hun e la bambina e tutti si aspettano che Gi-hun scelga sé stesso invece di lei. In-ho osserva quasi ossessivamente ogni attimo della scena, in attesa dell'ultima mossa del rivale per poi rimanere del tutto impietrito quando Gi-hun con le lacrime agli occhi riconferma il suo pensiero riguardo agli esseri umani, che non sono cavalli da corsa né tantomeno pedine, e si lascia morire precipitando nel vuoto, mettendo al sicuro la piccola 222 per permettere a lei di vincere e vivere. Il gesto e il sacrificio di Gi-hun sorprende i Vip, ma lascia totalmente sconvolto In-ho, che riconosce di come l'uomo sia stato l'unico ad avere il coraggio nel tenergli testa e di come non si sia mai lasciato corrompere nemmeno davanti alla morte. All'arrivo della guardia costiera e della polizia, In-ho dà l'ordine definitivo di fare evacuare l'intera isola per poi farla saltare in aria per cancellare ogni prova riguardo all'organizzazione degli Squid Game. Prima di andarsene si prende qualche istante per osservare il corpo senza vita di Gi-hun, poi raggiunge la piccola bimba prendendola con sé e portandola in salvo proprio quando arriva Jun-ho. Ignorando le urla del fratellastro Jun-ho quando tenta di fermarlo, In-ho se ne va illeso con la piccola 222 tra le braccia.
Sei mesi dopo, In-ho per espiare in qualche modo le sue colpe, decide di compiere due azioni molto importanti per fare ammenda. Prima affida al fratello Jun-ho la cura e la protezione della bambina, la figlia di Jun-hee, lasciandogli anche la carta di credito con il montepremi intatto e infine vola dritto fino a Los Angeles per incontrare la figlia di Gi-hun, ormai cresciuta. Di fronte alle parole dure della ragazzina rivolte verso il padre, In-ho le rivela che Gi-hun purtroppo è venuto a mancare, lasciandola scioccata, e le consegna in un pacco la tuta con il numero 456 appartenuta all'uomo insieme alla carta di credito con la somma rimanente della precedente vincita allo Squid Game, in cui Gi-hun riuscì a vincere.

### Introdotti nella prima stagione

#### Cho Sang-woo
Cho Sang-woo, noto anche come Giocatore 218, è interpretato da Park Hae-soo e doppiato da  Andrea Moretti. Sang-woo è l'amico d'infanzia del protagonista della serie Seong Gi-hun, è laureato alla Università Nazionale di Seul. Mentre lavorava in una società di investimenti, Sang-woo rubò denaro ai suoi clienti, subì perdite di investimento e si indebitò per milioni di won. Per risolvere i suoi problemi finanziari, Sang-woo partecipò allo Squid Game. Inizialmente alleato con Gi-hun e molti altri giocatori, assume un ruolo più oscuro man mano che la serie procede, diventando disposto a uccidere altri giocatori per garantire la propria sopravvivenza. Il personaggio di Sang-woo è basato su un amico d'infanzia dello scrittore della serie, Hwang Dong-hyuk. Sang-woo e Gi-hun erano basati sulle esperienze personali di Hwang e rappresentavano "due lati" di se stesso; Gi-hun ha condiviso gli stessi aspetti dell'essere cresciuto da una madre single economicamente svantaggiata nel distretto di Ssangmun a Seoul, mentre Sang-woo ha riflettuto sul fatto che Hwang ha frequentato la Seoul National University con grandi aspettative dalla sua famiglia e dal suo quartiere.
Da bambini, Sang-woo e Gi-hun giocavano a molti giochi insieme, fra cui il Gioco del calamaro. Sang-woo successivamente si laureò nell'Università Nazionale di Seul. Secondo Gi-hun, la laurea di Sang-woo lo rese un famoso prodigio nel quartiere Ssangmun-dong nella città di Seoul, la capitale della Corea del Sud. Sang-woo divenne il leader di un team di investimento presso la società di titoli Joy Investments. Ha sottratto illegalmente denaro dai saldi dei suoi clienti, quindi lo ha investito in derivati e opzioni future che sono fallite, con conseguente perdita di 6 miliardi di won. Ha anche utilizzato la casa e il negozio di sua madre come garanzia per le sue attività illegali. Quindi viene reclutato per giocare a una serie di giochi infantili mortali e si riunisce a Gi-hun. Dopo aver appreso che i partecipanti che perdono vengono uccisi, Sang-woo ha dato a Gi-hun consigli su come sopravvivere a "Un, due, tre, stella" informandolo che la bambola è un sensore di movimento. Dopo che sia Sang-woo che Gi-hun sopravvivono al gioco, la maggior parte dei giocatori vuole abbandonare, inorridita dalla rivelazione che i giocatori che perdono vengono uccisi. Quando i membri dello staff mascherati ripetono le prime due condizioni del contratto, Sang-woo prende l'iniziativa di condurre una votazione tra i concorrenti per porre fine allo Squid Game. Tuttavia, alla fine decide di continuare a partecipare quando scopre che il premio in denaro per la vittoria è di 45,6 miliardi di won (circa 30 milioni di euro). Dopo che i giochi sono stati interrotti dal voto della maggioranza, i suoi pesanti debiti lo hanno quasi portato al suicidio prima che gli venisse offerta la possibilità di rientrare nello Squid Game, che accetta.
Durante i giochi, Sang-woo aiutò Gi-hun e gli altri nella loro alleanza, in particolare stringendo amicizia con Ali Abdul. Tuttavia, per garantire la propria sopravvivenza, divenne spesso più spietato e sconsiderato man mano che il gioco procedeva. Sang-woo ricorse alla manipolazione per vincere il gioco delle biglie, tradendo Ali e lasciandolo morire. In seguito uccise il giocatore 017 nel gioco del ponte di vetro. Dopo aver ucciso Kang Sae-byeok per impedire a lei e a Gi-hun di terminare il gioco, Sang-woo è uno dei due giocatori ad arrivare al round finale della competizione, insieme a Gi-hun. I due si affrontano nell'omonimo gioco del calamaro, in cui, dopo un'intensa battaglia tra i due, Gi-hun vinse dopo che Sang-woo era troppo debole per continuare. Prima di rivendicare la sua vittoria, Gi-hun tenta di terminare il gioco invocando la clausola 3 del modulo di consenso, sperando di terminare il gioco e salvare la vita del suo amico. Consapevole che terminare il gioco avrebbe comportato la perdita del premio in denaro e non avrebbe lasciato soldi per sua madre, Sang-woo si suicida pugnalandosi al collo, consentendo a Gi-hun di vincere il gioco. Come ultima richiesta prima della sua morte, Sang-woo chiede a Gi-hun di usare parte della vincita del premio per aiutare sua madre. La richiesta di Sang-woo a Gi-hun viene esaudita dopo che lui dà una grossa parte della sua vincita alla madre di Sang-woo e le affida anche Kang Cheol (il fratello minore di Sae-byeok), offrendo a entrambi una vita migliore. Nella seconda stagione, viene rivelato che sua madre ha chiamato la pescheria in suo onore.
Park ha ricevuto fama internazionale per il ruolo di Sang-woo, ed è riuscito a fare più di 800,000 follower su Instagram in un singolo giorno per il successo della serie.

#### Kang Sae-byeok
Kang Sae-byeok, nota anche come Giocatore 067, è interpretata dalla modella Jung Ho-yeon e doppiata da Sara Vitagliano. L'attrice ha studiato il suo ruolo imparando il dialetto Hamgyŏng con dei veri disertori nordcoreani, guardando documentari sui disertori nordcoreani e imparando le arti marziali. Ha anche attinto ai suoi sentimenti di solitudine mentre faceva la modella all'estero per costruire il personaggio e ha scritto un diario giornaliero dal punto di vista di Sae-byeok.
Sae-byeok è una disertrice e borseggiatrice nordcoreana. In origine aveva nonni, genitori e un fratello maggiore, ma un'epidemia nel suo villaggio natale ha ucciso i suoi nonni e il fratello maggiore. Le guardie nordcoreane hanno sparato a suo padre mentre fuggiva dal confine con la Cina e sua madre è stata catturata da qualche parte in Cina e rimpatriata in Corea del Nord, dove è stata rinchiusa in un campo di prigionia. A un certo punto, Sae-byeok ha lavorato per il gangster Jang Deok-su ma in seguito è diventata indipendente da lui, causando rivalità tra i due.
Sae-byeok accetta di partecipare allo Squid Game per raccogliere abbastanza soldi per aiutare a riunire la sua famiglia e far uscire il fratello minore Kang Cheol, a cui è molto affezionata, dall'orfanotrofio. Inizialmente entra nel gioco come un lupo solitario, rimanendo distaccata dagli altri anche per proteggersi, ma in seguito si allea con Seong Gi-hun, che la accoglie nella sua squadra nonostante Sae-byeok lo abbia borseggiato in passato, e con gli altri suoi compagni di squadra. Forma anche un'alleanza e un'amicizia con Ji-yeong, che si sacrifica per Sae-byeok durante il gioco delle biglie. Nel gioco del ponte di vetro, Sae-byeok attraversa in sicurezza ma viene trafitta da un pezzo di vetro che esplode. Sae-byeok diventa una delle tre finaliste, insieme a Gi-hun e Cho Sang-woo. Prima del sesto e ultimo gioco, Sae-byeok, gravemente ferita e temendo di non farcela, chiede a Gi-hun, l'unico di cui sente di potersi fidare, di prendersi cura della sua famiglia se non uscirà viva dal gioco. La sua ferita peggiora e poco dopo viene uccisa da Sang-woo per impedire a Gi-hun di terminare il gioco e salvarle la vita. Dopo aver vinto il gioco in seguito al suicidio di Sang-woo, Gi-hun mantiene la promessa fatta a Sae-byeok affidando Kang Cheol alle cure della madre di Sang-woo.
Sebbene Sae-byeok non compaia nella seconda stagione a causa della sua morte, a parte una scena di un incubo, Gi-hun continua a vegliare su Kang Cheol con la madre di Sang-woo per 2 anni, finché Gi-Hun non riceve notizie recenti sulla posizione di Sae-byeok e della madre di Cheol, anch'esse recentemente fuggite dalla Corea del Nord, e chiede al mediatore di contattare lui (o la madre di Sang-Woo) in un momento di preavviso del ritrovamento della madre. Sae-byeok appare come allucinazione anche nel corso della terza stagione, venendo accreditata come special guest star.
Jung è stata definita la star rivelazione di Squid Game dai critici. Per la sua interpretazione, ha vinto lo Screen Actors Guild Award per la migliore attrice in una serie drammatica ai Screen Actors Guild Awards 2022. Questa nomination l'ha resa la seconda attrice di origine asiatica e coreana a ricevere una nomination individuale al SAG Award. La sua vittoria, insieme alla vittoria di Lee Jung-jae del rispettivo premio maschile, ha fatto la storia dello show diventando la prima serie televisiva non in lingua inglese a vincere ai SAG Awards. È stata anche nominata insieme ai suoi co-protagonisti per lo Screen Actors Guild Award per il miglior cast in una serie drammatica.

#### Oh Il-nam
Oh Il-nam, noto anche come Giocatore 001, è interpretato da Oh Yeong-su e doppiato da Gianni Giuliano. 
Il-nam è inizialmente presentato come un uomo anziano con un tumore al cervello e demenza, che preferisce giocare piuttosto che attendere la morte nel mondo esterno. Durante il gioco, Il-nam stringe una stretta alleanza con Gi-hun e sopravvive ai primi tre giochi prima di essere apparentemente ucciso durante il gioco delle biglie, dando volontariamente la sua ultima biglia a Gi-hun per sicurezza.
Tuttavia, un anno dopo che Gi-hun vince i giochi, viene rivelato che Il-nam è sopravvissuto e che era segretamente il creatore/ospite dei giochi, facendo arrabbiare Gi-hun. Il-nam spiega il suo ragionamento per la creazione dei giochi a Gi-hun, vale a dire che aveva perso la capacità di godersi la vita a causa della sua immensa ricchezza e aveva perso la fede nell'umanità, e che aveva deciso di unirsi a questo gioco per noia, sapendo che sarebbe stato l'ultimo che avrebbe supervisionato. Tuttavia, afferma che si è davvero divertito a giocare con Gi-hun. Il-nam muore quindi per il suo tumore, ma non prima di aver fatto un'ultima scommessa con Gi-hun.
Oh Yeong-su ha vinto il premio Golden Globe per il miglior attore non protagonista in una serie nel 2022 per la sua interpretazione di Oh Il-nam.

#### Ali Abdul
Ali Abdul, noto anche come Giocatore 199, è interpretato da Anupam Tripathi e doppiato da Matteo Costantini.
Ali è un lavoratore migrante pakistano che si è trasferito in Corea del Sud con la moglie e il figlio, unendosi ai giochi per vincere premi in denaro per la sua famiglia, soprattutto dopo essere stato truffato sui suoi guadagni dal suo capo corrotto. Nonostante le sue difficoltà, Ali rimane ottimista e si rifiuta di covare amarezza. Salva la vita di Seong Gi-hun durante il gioco "Un, due, tre, stella" fermando la sua caduta, e in seguito forma un'alleanza con Gi-hun e la sua squadra. Ali sopravvive ai primi tre giochi ma nel quarto gioco, sfruttando la sua ingenuità e innocenza, Sang-woo lo manipola per salvarsi permettendo che il povero Ali venga ucciso da una guardia durante il gioco delle biglie. Ali dopo aver capito dolorosamente di essere stato tradito da Cho Sang-woo, che credeva essere suo amico, che sostituisce il suo sacchetto di biglie con dei sassolini muore tragicamente. La morte di Ali è considerata uno dei momenti più strazianti della serie, poiché era diventato uno dei preferiti dei fan.

#### Jang Deok-su
Jang Deok-su, noto anche come Giocatore 101, è interpretato da Heo Sung-tae e doppiato da Stefano Alessandroni.
Deok-su è un gangster spietato che è entrato nel gioco per saldare enormi debiti di gioco, avendo un passato aspro con Kang Sae-byeok e caduto in disgrazia con il suo boss criminale. Forma e rompe alleanze a seconda delle necessità, diventando il leader della sua fazione di giocatori, ma crede che ogni giocatore sia per sé durante la competizione, ricorrendo persino all'imbroglio per vincere. Deok-su tradisce alleati come Han Mi-nyeo, con cui sviluppa una relazione sessuale, e il giocatore 278, il suo braccio destro. È anche direttamente responsabile dell'omicidio del giocatore 271, che uccide per avere del cibo extra, dopo di che si rende conto che le rivolte sono consentite durante le ore di sonno, con conseguenti morti di molti altri giocatori. Nonostante il suo atteggiamento duro, Deok-su è in realtà un codardo e quando si tira indietro durante il gioco del ponte di vetro e si rifiuta di andare avanti, minacciando la vita di tutti i giocatori, Mi-nyeo si offre volontaria per andare avanti, solo per poi lanciarlo attraverso il ponte di vetro insieme a se stessa, verso la morte, per vendicarsi del suo tradimento.
Heo Sung-tae, che normalmente interpreta personaggi cattivi, ha guadagnato 900.000 follower su Instagram dopo aver interpretato Jang Deok-su in Squid Game.

#### Han Mi-nyeo
Han Mi-nyeo, noto anche come Giocatore 212, è interpretata da Kim Joo-ryoung e doppiata da Vanina Marini. 
Una donna rumorosa, eccentrica e manipolatrice, Mi-nyeo è implicitamente una truffatrice, sebbene il motivo per cui si è iscritta ai giochi rimanga sconosciuto. Afferma di aver avuto un neonato che non è stato né nominato né registrato, ma questa affermazione è dubbia. Mi-nyeo si adatta rapidamente alle dinamiche dei giochi, inizialmente giocando egoisticamente come Jang Deok-su, e si allea con coloro che le offrono protezione o benefici. Dopo aver aiutato Deok-su a barare durante il gioco del caramello, i due si coinvolgono sessualmente e Mi-nyeo si unisce alla sua squadra. Tuttavia, la espelle in favore di giocatori maschi fisicamente più forti per il gioco del tiro alla fune, spingendola a giurare vendetta e a unirsi alla squadra di Gi-hun. Mi-nyeo non partecipa al gioco delle biglie, poiché non ha un partner, ma viene risparmiata dall'eliminazione. Quando Deok-su esita durante il gioco del ponte di vetro, Mi-nyeo si offre volontaria per andare avanti, solo per trascinare Deok-su e se stessa verso la morte, consentendo ai finalisti di avanzare e realizzando la sua vendetta.
Mi-nyeo è diventato uno dei personaggi più divisivi della prima stagione, anche se il suo finale ha ricevuto elogi dagli spettatori. Kim Joo-ryoung, che aveva precedentemente lavorato con il regista Hwang Dong-hyuk nel film Silenced, è stata personalmente contattata per il ruolo da Hwang, e ha osservato che lavorando a Squid Game "sembrava che [lei] stesse sognando".

#### Park Jung-bae
Park Jung-bae, noto anche come Giocatore 390 nella seconda stagione, è interpretato da Lee Seo-hwan e doppiato da Stefano Annunziato (st.1) e Gianluca Crisafi (st.2).
Nell'episodio di apertura della prima stagione, Jung-bae viene presentato come un buon amico di Gi-hun con cui scommette sulle corse di cavalli insieme. Nel secondo episodio, non è in grado di offrire a Gi-hun un prestito o un lavoro nel bar che gestisce, quando il suo amico torna temporaneamente dallo Squid Game, il che costringe Gi-hun a tornare ai giochi.
Nella seconda stagione, Jung-bae si riunisce a Gi-Hun, che non vedeva dagli eventi della prima stagione, come partecipante allo Squid Game dopo il divorzio dalla moglie. Incontra Gi-hun mentre si dirigono verso Un, due, tre, stella e inizialmente non prende sul serio i suoi avvertimenti sulla natura mortale dei giochi. In seguito, vota di fermare i giochi, ma senza successo, e si unisce alla squadra di Gi-hun per le partite successive. Ex Marine, lega con Kang Dae-ho, un altro ex Marine che gli dimostra grande rispetto. Dae-ho viene reclutato nella squadra di Gi-Hun per la seconda partita. Jung-bae completa perfettamente il gioco della pietra volante nel pentathlon usando la sua precedente esperienza di baseball. Dopo il gioco, Jung-bae si complimenta con Dae-ho per le sue abilità a gonggi, il che spinge quest'ultimo a complimentarsi con il primo per le sue alla pietra volante, consolidando ulteriormente l'amicizia tra i due Marine.
Jung-bae vota per restare per il terzo gioco e si imbarazza, ma le sue scuse vengono accettate dal resto della squadra. Quella notte, si lega a Gi-hun per la loro partecipazione allo sciopero del Dragon Motor. Nell'ultimo round del gioco del Raduno, viene salvato da In-ho, che uccide un altro partecipante per portare il numero di persone nella loro stanza al numero richiesto di due. È turbato da questo, ma i suoi tentativi di dirlo a Gi-hun e Dae-ho dopo aver cambiato il suo voto in "X" nella terza votazione vengono interrotti dagli ultimi due voti espressi.
Jung-bae partecipa al piano di Gi-hun per sopraffare le guardie e cercare di assaltare la sala di controllo con le armi rubate. Lui e Gi-hun raggiungono le scale sotto la sala di controllo prima di essere sopraffatti dalle guardie. A causa del fatto che Gi-hun e Jung-bae finiscono le munizioni, il tradimento di In-ho che spara alla schiena a due giocatori che lo fiancheggiano, la morte dei giocatori che tengono la scala e il fallimento di Dae-ho nel procurarsi le munizioni a causa del suo attacco di panico, Gi-hun e Jung-bae scelgono di arrendersi. Jung-bae viene poi giustiziato dal Front Man di fronte a Gi-Hun come esempio di cosa accade a coloro che tentano di "fare gli eroi".

### Introdotti nella seconda stagione

#### Park Yong-sik
Park Yong-sik, noto anche come Giocatore 007, è interpretato da Yang Dong-geun e doppiato da Gianluca Machelli. 
Ex giocatore d'azzardo e figlio di Geum-ja, a cui è profondamente legato nonostante i tanti alti e bassi del loro rapporto. Impacciato ed eccentrico, nonostante gli avvertimenti della madre, vota per continuare a giocare per guadagnare di più e saldare una parte maggiore dei suoi debiti, ma cambia idea dopo averla quasi persa nel gioco "Raduno". Non partecipa alla ribellione di Gi-hun per rimanere accanto alla madre e difenderla. Al gioco del "nascondino", lui e Geum-ja vengono separati e alla fine del turno, consapevole di rischiare di venire ucciso, preso dalla paura e dalla disperazione, tenta di uccidere sia la giocatrice 222 e la sua bambina, nata da pochissimo per salvare sè stesso e sua madre, ma quest'ultima istintivamente lo colpisce a morte per poi stringerlo tra le braccia prima che le guardie facciano il loro lavoro finendolo.

#### Jang Geum-ja
Jang Geum-ja, nota anche come Giocatore 149, è interpretata da Kang Ae-shim e doppiata da Stefanella Marrama. 
La madre di Yong-sik che entra nel gioco per pagare i debiti del figlio, ignara che anche il suo stesso figlio partecipa al gioco. Avendo cresciuto Yong-sik come madre single ed essendo una sopravvissuta alla guerra di Corea, dimostra di essere molto indipendente e coraggiosa e nonostante il suo dialogo a volte volgare, è profondamente premurosa, gentile e materna accogliendo persino l'ostracizzata Cho Hyun-ju nel suo gruppo. Dimostra grande comprensione e istinto di protezione verso la giocatrice 222, vista la sua gravidanza. Al quarto gioco, il nascondino, viene separata un'altra volta dal figlio e si allea con 222 e 120. Proprio durante questo gioco a Jun-hee le si rompono le acque entrando in travaglio e sarà Geum-ja ad aiutarla a partorire mentre la 120 le copre facendo la guardia nella stanza in cui si sono nascoste. Dopo la morte di 120, uccisa dal 333, Geum-ja e Jun-hee con la piccola neonata raggiungono l'uscita dove ritrovano Yong-sik in totale stato di panico e di isteria poiché teme di non passare il turno e, non volendo fare del male alla madre, pensa di uccidere sia Jun-hee che la bambina per sopravvivere nonostante l'anziana donna, coraggiosamente, cerchi di offrirsi al posto loro per salvare sia il figlio che la neomamma con la sua piccina. Ma quando Yong-sik sta per colpire Jun-hee, in un raptus di disperazione e d'istinto, Geum-ja pugnala il figlio e con profonda sofferenza e dolore, assiste alla sua esecuzione da parte delle guardie. Dopo la morte di Hyun-ju, del figlio, e della nascita della bambina di Jun-hee, continua disperatamente a implorare i giocatori di fermare i giochi, disposta anche a rinunciare al montepremi pur di andarsene. I giocatori la ignorano e la maggioranza decide di continuare. Nella notte, in evidente affaticamento emotivo e psicologico, Geum-ja parla a cuore aperto con Gi-hun e dopo avergli ribadito che lui non ha colpe di quello che è successo con la ribellione, lo supplica di proteggere Jun-hee e la sua bambina innocente. La donna, devastata dalle brutalità a cui ha assistito, consapevole di aver provato a uccidere l'amato figlio, si toglie la vita impiccandosi, lasciando sola Jun-hee, che si era legata molto a lei e ormai la vedeva come una nonna, e Gi-hun emotivamente a pezzi.

#### Kang No-eul

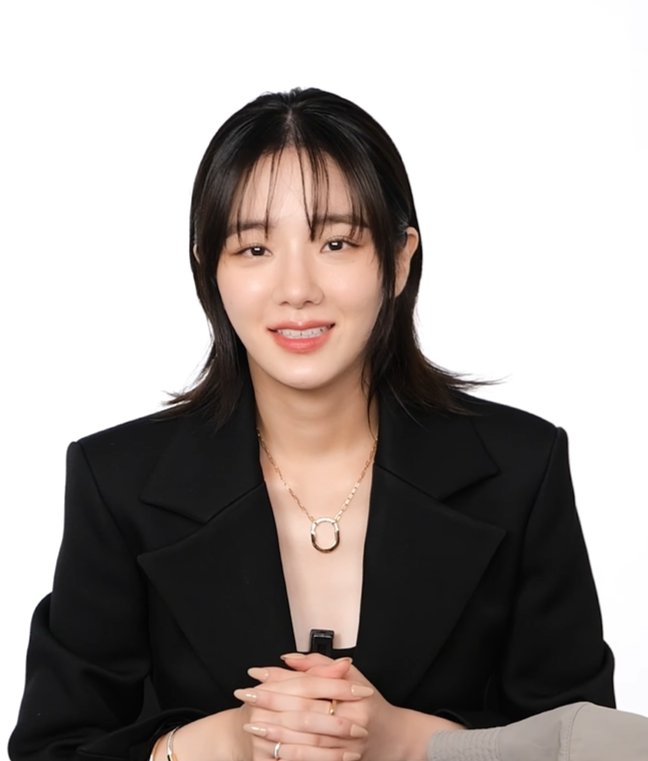
Park Gyu-young interpreta Kang No-eul

Kang No-eul, anche conosciuta come Guardia 011, è interpretata da Park Gyu-young e doppiata da Irene Trotta. 
Un'ex soldatessa e disertrice nordcoreana che cerca disperatamente la figlia neonata prima di unirsi al gioco come soldato rosa. Misteriosa, di poche parole e fredda, prima dei giochi, ha lavorato in un parco divertimenti come personaggio mascherato, lavorando al fianco dell'artista in difficoltà Park Gyeong-seok, che in seguito si unisce al gioco come concorrente. Crea un legame con la figlia malata terminale di Park prima del suo ricovero in ospedale, ed è quindi riluttante a fare del male a Gyeong-seok come guardia, poiché a conoscenza della sua difficile situazione familiare. Tuttavia, interferisce con l'operazione di traffico di organi sparando più volte i concorrenti eliminati per porre fine alle loro sofferenze, finché non viene minacciata dai partecipanti all'operazione, compreso il "Front Man ad interim" e alcune delle guardie rosa. A seguito della ribellione da parte dei giocatori, No-eul finge l'uccisione del giocatore 246 ferendolo, ma poi dopo aver assassinato alcune guardie nel laboratorio clandestino, lo fa curare dal medico per poi farlo infiltrare tra gli altri operatori mentre organizza la sua fuga. Dopo alcune peripezie, No-eul viene scoperta, ma riesce a far fuggire l'uomo dall'isola, ma lei decide di rimanere per poter cancellare ogni documentazione sia di Gyeong-seok come partecipante dei giochi che le prove che la riguardano come membro dello staff delle guardie rosa, completando la sua missione. La donna durante un ulteriore scontro a fuoco uccide il suo superiore e dopo aver assistito in lacrime e scossa, alla macabra e tragica finale dove Gi-hun coraggiosamente si sacrifica per la figlia neonata della giocatrice 222, lascia l'isola. Rivede con tacito sollievo Gyeong-seok, che non la riconosce, e la piccola figlia di lui, ora in via di guarigione e ritrova la forza e la voglia di vivere quando l'intermediario che aveva precedentemente contattato, l'avvisa di aver trovato una traccia sul ritrovamento della sua bambina.

#### Park Gyeong-seok
Park Gyeong-seok, noto anche come Giocatore 246, è interpretato da Lee Jin-wook e doppiato da Guido Di Naccio. 
Un artista in difficoltà finanziarie che ha una figlia ricoverata in ospedale per leucemia e che ha richiesto un trapianto di midollo osseo. Uomo gentile, pacato e coraggioso, ama profondamente la figlia ammalata ed è un ex collega di lavoro di Kang No-eul in un parco divertimenti prima che i due si unissero ai giochi, seppur in due lati opposti. Come guardia rosa, No-eul è riluttante a uccidere Gyeong-seok perché è a conoscenza della difficile malattia della figlia. Gyeong-seok, sopravvive ai primi tre giochi, salvando prima le giocatrici 120 e 95 per poi unirsi al gruppo di Gi-hun terminando il turno. In seguito si unisce alla ribellione di quest'ultimo contro le guardie rosa, ma la ribellione fallisce e lui è apparentemente tra quelli giustiziati dopo essersi arreso. Si scopre essere in realtà sopravvissuto, in quanto risparmiato e salvato dalla misteriosa guardia rosa n. 11, in realtà No-eul, che dopo averlo fatto curare lo fa nascondere tra le altre guardie. Quando il trucco viene scoperto, la guardia lo aiuta a fuggire e dopo essere stato braccato dalle guardie rosa, da cui valorosamente si difende, viene soccorso e salvato in tempo ancora una volta dal detective Jun-ho e dal suo collega mercenario. Si ricongiunge infine all'amata figlioletta, le cui condizioni sono migliorate, e riprende a lavorare nel parco, non consapevole che a salvarlo è stata la coniglietta.

#### Cho Hyun-ju

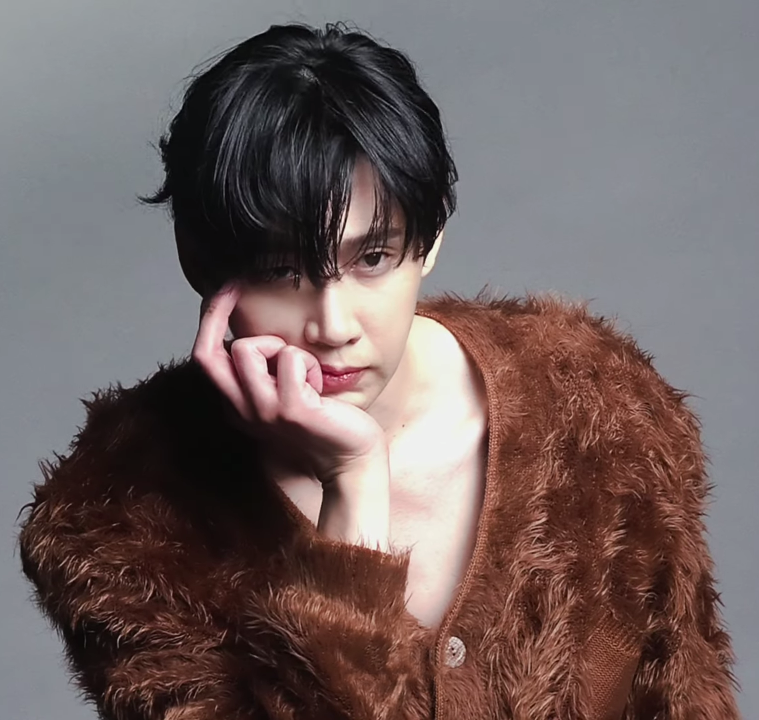
Park Sung-hoon interpreta Cho Hyun-ju

Cho Hyun-ju, nota anche come Giocatore 120, è interpretata da Park Sung-hoon e doppiata da Guendalina Ward. Ex sergente delle forze speciali e donna transgender, Hyun-ju entra nei giochi per finanziare il suo intervento chirurgico di affermazione di genere. Dopo aver fatto il coming out, ha perso il lavoro, gli amici e ha dovuto affrontare l'alienazione dai suoi genitori. Dal carattere molto forte, combattivo, risoluto e deciso, inizialmente è ostracizzata dalla maggior parte dei giocatori, ma in seguito guadagna il loro rispetto man mano che i giochi procedono, formando sincere alleanze principalmente con Kim Young-mi, Park Yong-sik e sua madre Jang Geum-ja, verso la quale prova un affetto simile a quello tra madre e figlia. Il passato militare di Hyun-ju gioca un ruolo cruciale nella rivolta di Gi-hun, poiché addestra i combattenti a usare mitragliatrici rubate alle guardie rosa. Evita i rinforzi delle guardie rosa ritirandosi per trovare Kang Dae-ho, paralizzato dal panico, diventando una dei soli tre ribelli a sopravvivere alla rivolta fallita insieme a Dae-ho e al catturato Gi-hun. Nel quarto gioco, stringe un'ulteriore alleanza con Jun-hee e Geum-ja e le protegge con forza e ferocia quando la prima si rompe la caviglia e poi soprattutto quando incominciano le doglie per il parto. Trova in tempo la via di fuga, ma quando torna indietro per avvisare le sue amiche viene pugnalata alla schiena da Myung-gi (Che aveva seguito il piano di Nam-gyu di uccidere più blu del dovuto). Vedendo la bimba appena nata, si rende conto di aver ucciso la persona sbagliata e se ne va con gli occhi lucidi.
Prima dell'uscita della stagione, il casting di Park Sung-hoon per il ruolo dell'ex soldato transgender Hyun-ju ha scatenato polemiche. I critici hanno sostenuto che il ruolo avrebbe dovuto essere interpretato da un'attrice transgender per rappresentare in modo autentico l'esperienza, con molti che hanno espresso insoddisfazione per il casting di un attore cisgender, in particolare un uomo cisgender, invece di una donna cisgender. In risposta, alcuni hanno sottolineato che la posizione conservatrice della Corea del Sud sui diritti LGBT ha reso difficile trovare un'attrice transgender disposta ad accettare un ruolo così importante. Altri hanno sottolineato che l'inclusione di un personaggio transgender in una serie sudcoreana rappresentava un passo significativo verso una maggiore rappresentanza. Il 18 dicembre 2024, durante una giornata stampa per Squid Game 2, il regista e scrittore Hwang Dong-hyuk ha affrontato la sua intenzione di includere un personaggio transgender nella serie:
"Le persone che si uniscono ai giochi in Squid Game sono solitamente emarginate o trascurate dalla società, e non solo finanziariamente parlando, ma persone che apparterrebbero a gruppi emarginati. Nella prima stagione, il personaggio rappresentativo per questo era Ali, che era uno straniero che lavorava in Corea, che è uno dei gruppi minoritari più rappresentativi in Corea. Attualmente oggi, sfortunatamente, nella società coreana la minoranza di genere è un gruppo che non è ampiamente accettato all'interno della società. Volevo creare un personaggio che lo rappresentasse. L'accettazione delle persone trans è migliorata di recente, ma non è ancora dove dovrebbe essere. In Corea, quando sei una minoranza di genere, sfortunatamente non è ancora ampiamente accettato e sei ancora visto come molto fuori dalla norma. E quindi creando un personaggio come Hyun-ju, attraverso le sue scelte, le sue azioni e il modo in cui si comporta nel gioco, spero che ciò possa aumentare la consapevolezza di questi problemi che affrontiamo oggi".
L'interpretazione di Hyun-ju da parte di Park Sung-hoon ha ricevuto notevoli elogi dalla critica. Molti spettatori hanno considerato Hyun-ju come uno dei personaggi più avvincenti della seconda stagione, citando lo sviluppo e la storia passata del personaggio, così come la dedizione e la profondità di Park nel ruolo.

#### Lee Myung-gi
Lee Myung-gi, noto anche come Giocatore 333, è interpretato da Im Si-wan e doppiato da Matteo Costantini. 
Un ex YouTuber noto come "MG Coin" che ha perso soldi a causa di un investimento in criptovalute fallito che ha fatto e consigliato ai suoi follower, ed è l'ex fidanzato di Jun-hee e il padre del suo bambino. Anche molti degli altri concorrenti, tra cui Jun-hee e Thanos, hanno perso i loro risparmi di una vita a causa del consiglio sfortunato di Myung-gi e giurano vendetta su di lui, anche se lui ricorda loro che erano responsabili per aver ascoltato il suo consiglio e non aver venduto al momento giusto. Diventa sempre più protettivo nei confronti di Jun-hee man mano che i giochi vanno avanti, nonostante le sue proteste iniziali, e uccide Thanos in una rissa a causa delle continue minacce di quest'ultimo e del suo desiderio di continuare i giochi a rischio di danneggiare Jun-hee e il suo bambino. Dopo il fallito tentativo di ribellione di Gi-hun e man mano che i giochi proseguono, Myung-gi esterna sempre di più la sua reale natura opportunista, avida, violenta e arrivista motivo per cui Jun-hee, che lo sa e ormai ne ha la certezza, soprattutto quando lui uccide senza esitare la giocatrice 120, non vuole assolutamente avere più niente a che fare con lui e la stessa cosa vale per la loro figlioletta. Durante l'ultimo e tragico gioco, in cui rimangono solo lui, Gi-hun e la bambina, Myung-gi, divenuto ormai un mostro assetato di soldi, è d'accordo con gli altri nell'uccidere Min-su (Che in passato aveva protetto da Thanos) per assicurarsi che gli altri vadano avanti. In seguito, spinge giù altri due giocatori (Compreso il numero 100) senza neanche iniziare i round. Nell'ultimo, perde completamente la testa e arriva a minacciare di uccidere la sua stessa figlia solo per il montepremi, allo stesso tempo non ci riesce, sopraffatto da un crollo emotivo. Alla fine di una violenta lotta con Gi-hun, precipita e perde la vita.

#### Kim Jun-hee

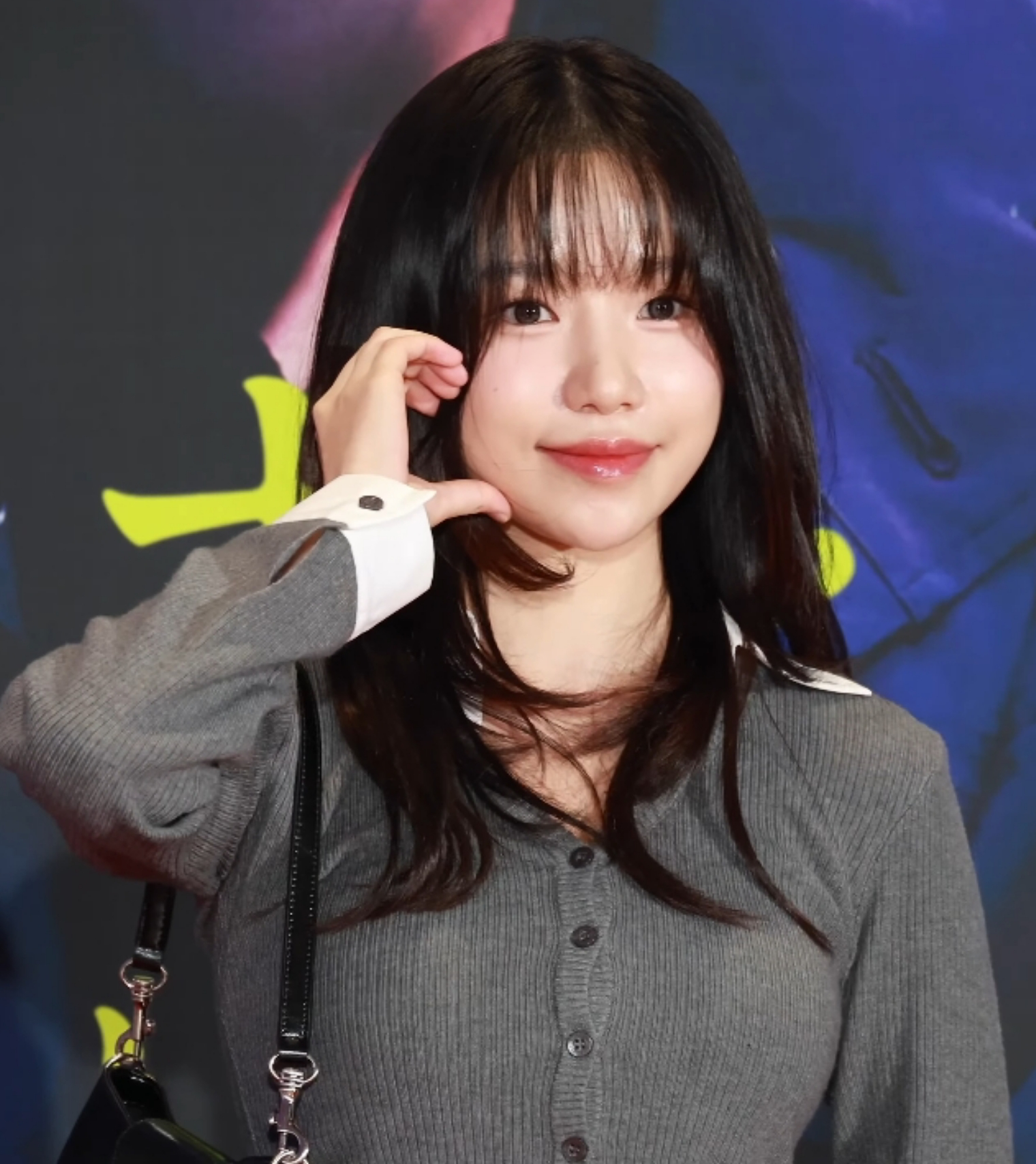
Jo Yu-ri interpreta Kim Jun-hee

Kim Jun-hee, nota anche come Giocatrice 222, è interpretata da Jo Yu-ri e doppiata da Livia Amatucci. 
L'ex fidanzata incinta di Myung-gi che ha perso i suoi soldi comprando le criptovalute di Myung-gi e sta cercando un modo per guadagnare per poter crescere il suo bambino. Jun-hee viene presentata come una ragazza introversa e tranquilla, ma è vendicativa nei confronti di Myung-gi all'inizio per la sua apparente truffa e per averla abbandonata quando è rimasta incinta, ma dopo che lui le ha salvato la vita in diverse occasioni e l'ha difesa, inizia a perdonarlo nonostante tenga alta la guardia e continui a tenerlo a debita distanza. In seguito convince Myung-gi a non unirsi alla ribellione armata di Gi-hun, per salvarsi. Oltre a Myung-gi, diversi altri giocatori, come la squadra di Gi-hun, Jang Geum-ja, che la tratta come una figlia accudendola molto e la sua squadra, e persino l'imprevedibile e ambiguo In-ho, la proteggono a causa della sua gravidanza. Nonostante le sue condizioni, Jun-hee è sorprendentemente agile e intraprendente oltre che coraggiosa. Afferma anche di non avere più una famiglia. Durante il sadico e ansiogeno gioco del "nascondino", si allea con le giocatrici 120 e 149, che la proteggono e aiutano a superare la prova durante la quale le si rompono anche le acque e partorisce una bellissima bimba a cui si affeziona subito. Dopo il drammatico gioco, Jun-hee viene accudita da Geum-ja e da Gi-hun. Quella notte Geum-ja le dice che ora l'unica preoccupazione di Jun-hee deve essere la bambina. Quella notte, in seguito alla morte del figlio durante il nascondino, si toglie la vita impiccandosi nel dormitorio, lasciando Jun-hee sola e distrutta. La giovane, sostenuta da Gi-hun, priva di motivazione ed energia incolpa se stessa per la morte di Hyun-ju e Geum-ja, con Gi-hun che le dice che, pur non essendoci legatissimo, avere una figlia è qualcosa di unico. Al quinto gioco, il "salto della corda", Jun-hee a causa dell'infortunio alla caviglia procuratosi durante il gioco del nascondino, si rende conto di non essere in forze di superare questa prova e ne prende coraggiosamente consapevolezza rifiutando ancora una volta l'aiuto dell'ex fidanzato, verso il quale non nutre altro che diffidenza e sfiducia. Quando Gi-hun mette in salvo la bambina saltando insieme a lei fino al traguardo, la ragazza sapendo che solo con lui la sua bambina è in buone mani e volendo solo il suo bene, fa promettere a Gi-hun di proteggere la sua piccola per lei e infine, ormai priva di forze, si lascia tragicamente morire gettandosi nel baratro profondo un centinaio di metri, sotto gli occhi sconvolti e addolorati di Gi-hun e Myung-gi. Poco dopo, i VIP decidono di assegnare alla neonata il ruolo del nuovo giocatore 222, implicando che la neonata ha "ereditato" la parte di montepremi della madre.

#### Kang Dae-ho
Kang Dae-ho, noto anche come Giocatore 388, è interpretato da Kang Ha-neul e doppiato da Marco Barbato. 
Un giovane che si unisce al gruppo di Gi-hun e instaura subito un rapporto quasi padre-figlio con Jung-bae, poiché entrambi hanno prestato servizio nei marine. Dalla personalità piuttosto eccentrica, ma gioviale e ottimista, era il figlio più piccolo e unico maschio della sua famiglia, tra quattro sorelle più grandi. 
In realtà, Dae-ho è un codardo guidato dalla paura, da una profonda insicurezza e da un disperato istinto di sopravvivenza. Il suo presunto passato da marine si rivela in seguito una menzogna o, nella migliore delle ipotesi, una grossolana esagerazione, che mette in dubbio tutte le sue azioni precedenti. Di fronte a un pericolo reale, si blocca o fugge, abbandonando i suoi compagni di squadra nei momenti critici. Partecipa alla rivolta di Gi-hun senza aver mai impugnato una pistola, conseguentemente fa fallire il piano non riuscendo a riportare i caricatori a causa di un attacco di panico e per paura degli spari. Dopo la rivolta fa finta di niente, resta seduto nell'angolo dove è scappato dalla rivolta, ed evita di incrociare lo sguardo di Gi-hun senza neanche scusarsi con lui, mentre questi lo fissa infuriato.
Dae-ho dichiara di aver mentito sul suo passato militare solo per far parte della squadra di Gi-hun, dichiarando che così "Anche un fallito come lui avrebbe potuto fare qualcosa di buono", con Gi-hun che continua a incolparlo per il fallimento della rivolta, che ha avuto conseguenza la morte dei suoi amci e la vittoria della squadra cerchio.
Dopo la prima votazione, inizia a legare con i giocatori Gi-hun e Jung-bae, la giocatrice Jun-hee, che tiene al sicuro per la sua condizione, e con il giocatore 001, in realtà il Frontman. Durante la seconda partita, Dae-ho gioca a gonggi, che inizialmente è stato interrogato da Jung-bae che chiede "Tu? Un ex Marine?" ma dopo che Dae-ho spiega che era solito giocarci con le sue sorelle, Jung-bae lo supporta dicendo che non c'è nulla che un Marine non possa fare. Alla fine della seconda partita, Jung-bae si complimenta con Dae-ho per quanto fosse abile all'epoca, e Dae-ho ricambia i complimenti con Jung-bae per essere abile anche lui nella pietra volante.
Con lo svolgersi della stagione, Dae-ho menziona che suo padre ha prestato servizio nella guerra del Vietnam e lo ha fatto arruolare nei Marine per "fare l'uomo". Nonostante il suo atteggiamento entusiasta, sensibile e altruista, Dae-ho nasconde una personalità estremamente fragile, paurosa ed insicura, dovuta forse a gravi problemi e traumi personali mai risolti: lo dimostra quando in certe occasioni non gradisce molto il contatto fisico, si irrigidisce e spesso balbetta quando è circondato dal caos più totale. Dae-ho è determinato ad aiutare e ad essere utile al prossimo, ma subisce un violento attacco di panico mentre supporta la rivolta di Gi-hun e si blocca mentre recupera munizioni per i ribelli, il che in parte ne causa il fallimento. 
A seguito di ciò, si distrugge l'amicizia tra lui e Gi-hun. Gi-hun lo accusa di aver permesso l'uccisione di molti giocatori tra cui quella di Jung-bae, della quale il ragazzo non nasconde il forte senso di colpa unito al dolore di aver deluso le poche persone con cui aveva stretto dei legami sinceri e autentici, tra cui Gi-hun stesso. Durante il sadico gioco del nascondino, Dae-ho, sa che Gi-hun sta cercando tremenda vendetta contro di lui e per tutto il resto della partita, con la paura incorporata, il giovane cerca di nascondersi per salvarsi, ma quando si arriva al fatale scontro, Dae-ho in preda al panico e alle lacrime gli rivela di aver sempre mentito riguardo al suo passato di Marine e di essersi unito al gruppo di Gi-hun e Jung-bae per poter sopravvivere. Dae-ho continua a dire che non è colpa sua, ma di Gi-hun stesso che ha ideato il rischioso piano, rifiutandosi di attaccare la squadra cerchio per vincere la votazione.
Accecato dalla rabbia e travolto dai recenti traumi, Gi-hun si scaglia su Dae-ho, lo picchia e lo strangola a morte, mentre il front man osserva dalla sala controllo. Solo quando Dae-ho si spegne davanti allo sguardo di Gi-hun, quest'ultimo, inorridito, si rende conto di aver ucciso il suo amico a mani nude. In lacrime, Gi-hun finisce per incolpare se stesso per tutto e tenta il suicidio, ma viene fermato dalle guardie.

## Personaggi ricorrenti

### Introdotti nella prima stagione

#### Ji-yeong

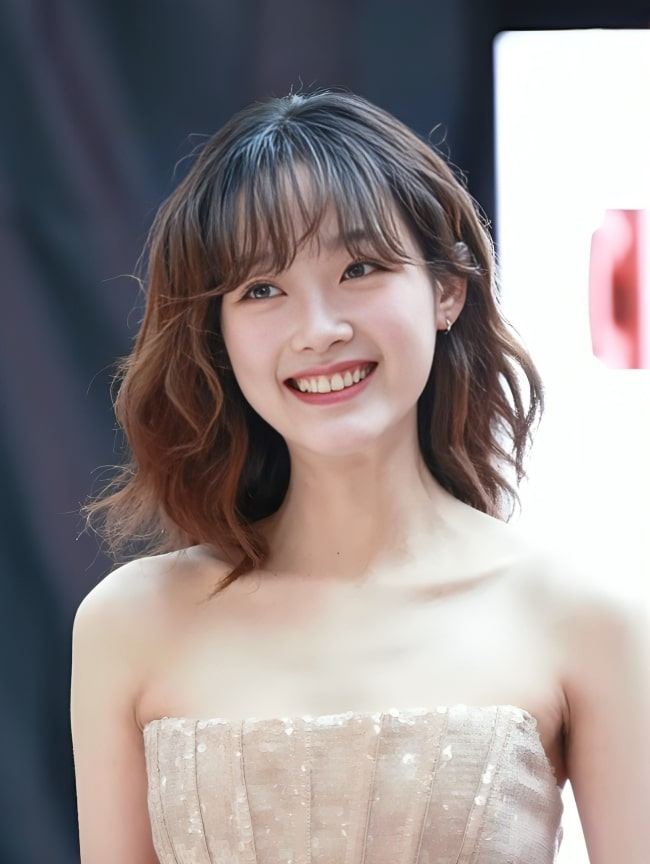
Lee Yoo-mi interpreta Ji-yeong

Ji-yeong, nota anche come Giocatore 240, è interpretata da Lee Yoo-mi e doppiata da Lucrezia Marricchi. Prima di unirsi ai giochi, Ji-young era un'ex detenuta che era stata recentemente rilasciata dalla prigione per l'omicidio del suo padre violento, un sacerdote alcolizzato e l'assassino di sua madre.
Durante il gioco, Ji-yeong stringe un'alleanza con Kang Sae-byeok. Nel gioco dell biglie, dopo una conversazione sul loro passato, Ji-yeong decide di sacrificarsi affinché Sae-byeok possa avanzare ulteriormente nel gioco, credendo di avere più di una ragione per vincere di lei.

#### Byeong-gi
Byeong-gi, noto anche come Giocatore 111, è interpretato da Yoo Sung-joo e doppiato da Antonino Saccone. È un medico caduto in disgrazia che cospira con alcuni degli uomini mascherati per raccogliere gli organi di giocatori deceduti o quasi morti in cambio di cibo extra e informazioni sui giochi successivi. Si unisce anche alla squadra di Jang Deok-su e fornisce loro le informazioni. Quando le guardie non riescono a procurargli informazioni, Byeong-gi si scatena e uccide una guardia nel tentativo di scappare. Di conseguenza, viene ucciso insieme alle guardie con cui lavorava dal Front Man, e i loro corpi vengono appesi per essere esposti prima del gioco delle biglie. Nella seconda stagione, lo staff commenta come hanno assunto dottori appositamente per la raccolta degli organi invece di affidarsi a uno dei partecipanti.

### Introdotti nella seconda stagione

#### Choi Su-bong / Thanos

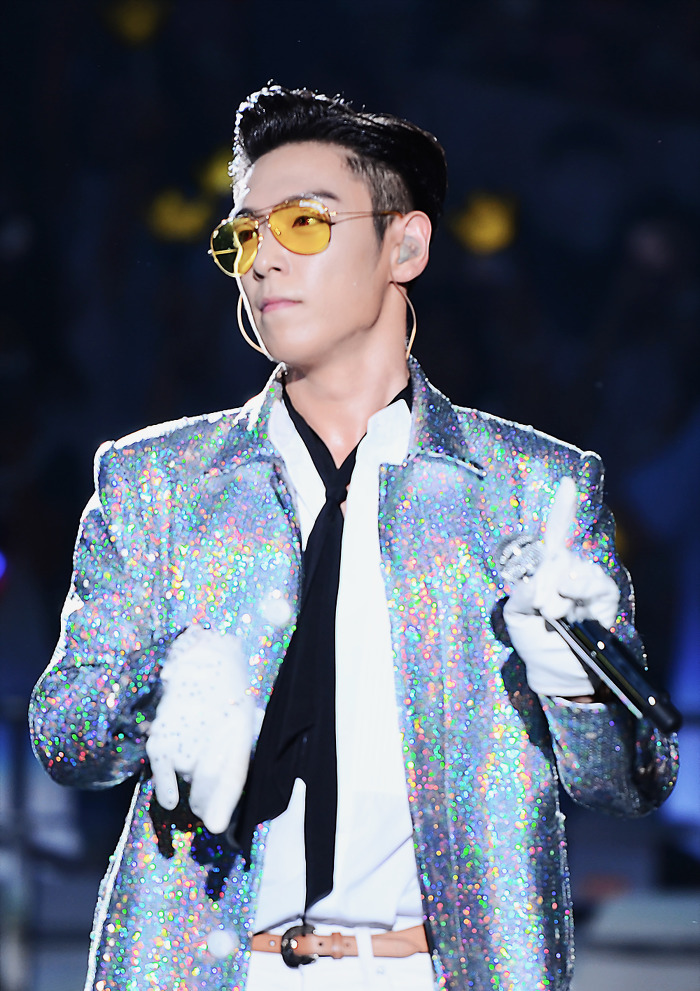
T.O.P interpreta Thanos

Choi Su-bong, noto anche come Giocatore 230 o con lo pseudonimo di Thanos, è interpretato da T.O.P. Nella serie, Thanos è un rapper alle prese con un problema di droga, che usa per calmare i suoi nervi durante i giochi. Il suo nome d'arte è basato sul supercriminale Marvel Thanos. È doppiato da Alessandro Rigotti.
Come uno dei follower di Lee Myung-gi che ha perso i propri soldi, Thanos perseguita senza sosta Myung-gi e giura di fargliela pagare. Rivela di essere stato vicino al suicidio prima di ricevere un biglietto d'invito al ponte da cui aveva pianificato di saltare. Thanos è rappresentato come un personaggio spensierato e vanitoso, ignaro delle conseguenze delle sue azioni, sebbene diventi amareggiato nei confronti dei giocatori che desiderano porre fine ai giochi.
Dopo la terza sessione di voto, Thanos provoca Myung-gi e minaccia di ucciderlo e di corteggiare la sua ragazza, Kim Jun-hee, se continua a votare per porre fine ai giochi; questo porta a una rissa tra i due uomini, che degenera in una rissa nel bagno degli uomini, con la morte di cinque giocatori. Thanos riesce quasi a strangolare a morte Myung-gi, ma alla fine Myung-gi, per difendersi, pugnala mortalmente Thanos con la forchetta che gli era stata data dal pasto precedente, uccidendolo e mettendo al sicuro Jun-hee e Min-su.
Il regista Hwang Dong-hyuk ha elogiato T.O.P per il suo coraggio nel tornare alla ribalta pubblica dopo una pausa di nove anni e per aver interpretato un personaggio che affronta sfide personali simili a quelle che T.O.P aveva incontrato nella sua vita, affermando: "Nonostante la lunga pausa, devo dire che, come regista, ha recitato in modo molto impressionante e sono molto soddisfatto di ciò che ha fatto con il personaggio".

#### Nam-gyu
Nam-gyu, noto anche come Giocatore 124, è interpretato da Roh Jae-won e doppiato da Omar Vitelli
Nam-gyu è tra coloro che hanno perso milioni seguendo i consigli di Lee Myung-gi. Aggressivo, prevaricatore e opportunista, è il braccio destro di Thanos e non va d'accordo con Se-mi e Min-su, anche se Thanos li difende. Nam-gyu prende anche parte alle droghe che Thanos usa e diventa ostile a coloro che sono disposti a porre fine ai giochi in anticipo, come Myung-gi, Se-mi e Min-su. Dopo che Thanos viene ucciso da Myung-gi durante una rissa, Nam-gyu recupera le droghe di Thanos e quella notte, sempre più violento e incrollabile a causa dell'uso eccessivo delle droghe, uccide diversi membri del team X tra cui Se-mi, vendicandosi di lei per averlo preso in giro, davanti al povero Min-su che osserva.
Durante il Nascondino, si unisce a Myung-gi, con Nam-gyu che dichiara che non stava più sopportando Thanos. Nam-gyu si droga ancora una volta prima della partita e, insieme a Myung-gi,  uccide con ferocia brutalità svariati giocatori, elaborando la strategia di uccidere più blu possibile in modo tale che non ce ne siano abbastanza per gli altri rossi.
Dopo il quarto gioco, Nam-gyu non trova più le sue preziose pillole che gli danno la carica, si rende conto di averle perse nell'arena, non consapevole che Min-su glie le ha rubate. Nam-gyu, nel panico e in astinenza, vota X per andarsene, con Min-su che cambia invece da X a O. Prima di iniziare il salto della corda, Nam-gyu osserva terrorizzato il baratro profondo un centinaio di metri, appena sotto di lui. Poi scopre che Min-su ha le sue droghe, e gli chiede vigliaccamente scusa per tutto, implorandolo di restituirgliele. Min-su esce finalmente dall'ombra e getta la croce contenente le droghe sul ponte da attraversare per convincere Nam-gyu a riprenderla, per vendicare ogni malefatta contro di lui e per vendicare l'uccisione dell'amica Se-mi. Nam-gyu avanza sul ponte saltando la corda, ma una volta ripresa la croce Nam-gyu si accorge che essa era vuota, e che Min-su aveva preso l'ultima pillola rimasta. Mentre Nam-gyu, pietrificato, capisce che Min-su lo ha ingannato e la sua dipendenza ha avuto la meglio su di lui, viene colpito dalla corda e muore cadendo dal ponte.

#### Se-mi
Se-mi, nota anche come Giocatore 380, è interpretata da Won Ji-an e doppiata da Maria Giulia Ciucci. 
Una giovane donna maschiaccio, diretta e indipendente, si allea con Min-su, fidandosi di lui per la sua natura mite fino a diventarne amica intima, e Thanos e il suo equipaggio, credendo di poterli manipolare. Durante il gioco del raduno, Min-su è costretto ad abbandonarla per non tradire la fiducia di Thanos e Nam-gyu. Quando Se-mi vota X per andarsene, viene scartata dalla squadra di Thanos, che quella sera viene ucciso da Myung-gi durante una rissa in bagno, lasciando Nam-gyu solo nella sua lotta per la sopravvivenza.
Quella notte, i membri del Team O uccidono senza pietà i membri del Team X per vincere la votazione. Durante ciò, Nam-gyu uccide brutalmente Se-mi pugnalandola al collo con una bottiglia di vetro rotta, come vendetta per averlo preso in giro. La brutale morte di Se-mi sconvolge profondamente Min-su, che ne resta traumatizzato. Verso i giochi finali, compare spesso come allucinazione e visione a Min-su, addirittura durante i suoi ultimi secondi, sempre più provato dalla pericolosità dei giochi oltre ad essere logorato dal senso di colpa di non averla protetta.

#### Park Min-su
Park Min-su, noto anche come Giocatore 125, è interpretato da Lee David e doppiato da Giacomo Doni.
Un giovane ragazzo timido, insicuro e che tende a fare ciò che gli viene detto, si unisce ai giochi dopo essere stato vittima di una truffa sugli affitti. Min-su è inizialmente alleato con Se-mi, e i due in seguito uniscono le forze con Thanos e il suo equipaggio nonostante il disgusto di quest'ultimo nei loro confronti, credendo di poterli manipolare. Se-mi inizialmente si fida di Min-su, credendo che le sarebbe stato leale a causa della sua natura mite, ma viene facilmente manipolato da Thanos e Nam-gyu ed è costretto a tradire Se-mi durante il gioco del Raduno perché non ha il coraggio di abbandonare Thanos e Nam-gyu.. Nonostante sia stato pressato a continuare i giochi da Thanos dopo il Raduno, Min-su alla fine difende i suoi stessi principi e vota per porre fine ai giochi, riacquisendo la fiducia di Se-mi. Thanos e Nam-gyu continuano a fargli pressione, portando a una rissa che uccide Thanos, e durante la rivolta di vendetta dell'O-team, Min-su cerca di proteggere Se-mi da Nam-gyu facendo cadere una bottiglia di vetro su quest'ultimo, ma fallisce, con conseguente morte di Se-mi mentre Min-su si nasconde per la paura in seguito. 
Nel quarto gioco, Nam-gyu invita Min-su a scambiarsi di squadra per nascondersi, stuzzicando Min-su parlando di quanto si sia divertito a uccidere Se-mi, con Nam-gyu che sottolinea che Min-su doveva salvarla, facendolo sentire ancora più in colpa. Più tardi, casualmente, trova la croce contenente le droghe di Thanos, che ora apparteneva a Nam-gyu, che gli causano allucinazioni su Se-mi, e pensando sia ancora viva la cerca per salvarla. Verso la fine del quarto gioco trova Seon-nyeo, la sciamana, chiedendole più volte dove si trovasse Se-mi, alla fine, in preda alle allucinazioni, la uccide scambiandola per Nam-gyu.
Terminata la partita, vede che Nam-gyu è nel panico e in astinenza. Quando Nam-gyu vota X per andarsene, Min-su vota apposta O per continuare. Al quinto gioco, il salto della corda, vedendo Nam-gyu terrorizzato, va da lui e gli mostra le droghe che cercava, rifiutandosi di ridargliele. Per vendicarsi di tutto quello che Nam-gyu gli ha fatto, compresa l'uccisione dell'amica Se-mi, Min-su lancia la collana sul ponte, costringendo Nam-gyu ad andare a riprenderla. Tuttavia Min-su aveva preso l'ultima pillola, mentre Nam-gyu, trovando la collana vuota, viene colpito dalla corda e cade nel baratro morendo. Min-su prende l'ultima pillola e riesce a superare il gioco sotto l'effetto delle droghe, finendo tra gli 8 finalisti.
Nell'ultimo gioco, il gioco del calamaro in aria, sono richieste almeno 3 eliminazioni. Min-su, Gi-hun e la neonata di Jun-hee sono considerati i "bersagli più facili", pronti a essere sacrificati.
Mentre Min-su è in preda alle allucinazioni di Thanos e Nam-gyu, i giocatori votano democraticamente per eliminarlo, che in quel momento non aveva speranze essendo ancora vulnerabile visto l'effetto delle droghe. Myung-gi, che in passato aveva protetto Min-su da Thanos, gli cheide scusa ed è costretto a spingerlo giù dalla torre per fare avanzare gli altri giocatori. Anche durante i suoi ultimi secondi, Min-su ha ancora visioni di Se-mi, e scambia il suo braccio per il palo con il quale Myung-gi lo stava spingendo.

#### Gyeong-su
Gyeong-su, noto anche come Giocatore 256, è interpretato da Kang Sung-wook.
Gyeong-su è un grande fan di Thanos, che ha assistito a tutti i suoi concerti, e si unisce al suo equipaggio durante il gioco del Pentathlon. Come il resto della squadra di Thanos, vota "O" per continuare. Durante "il Raduno" Thanos, sotto l'effetto delle droghe, caccia Gyeong-su dal team a causa delle stanze che richiedono 4 giocatori.
Ripresosi, Thanos si rende conto di aver indirettamente ucciso Gyeong-su lasciandolo fuori, e dalla stanza in cui è nascosto osserva la carneficina, pentendosi delle sue azioni.

#### Kim Young-mi
Kim Young-mi, nota anche come Giocatore 095, è interpretata da Kim Si-eun e doppiata da Giorgia Martinelli. Una giovane residente del quartiere di Silim-dong, vicino a Yong-sik e Geum-ja. Timida e riservata, è la prima giocatrice ad allearsi e fare amicizia con Cho Hyun-ju, accettandola indipendentemente dalla sua identità di genere. I due, insieme a Park Yong-sik e alla madre di Yong-sik, Jang Geum-ja, diventano alleati.
Stringe un profondo legame con Hyun-ju, che le rivela segreti sul suo passato, come le sue abilità con il ddakji e la sua storia da quando la donna è diventata transgender. Durante la votazione, Young-mi implora disperatamente i giocatori di lasciarla tornare a casa, per la costante paura di morire. Nonostante ciò, la maggioranza, compresa Hyun-ju, vota per continuare a giocare.
Durante il Raduno, Young-mi si separa dal gruppo dopo essersi scontrata con un'altra giocatrice. Non riuscendo a raggiungere la stanza del gruppo in tempo, Myung-gi entra rapido nella stanza ed è costretto a sacrificarla lasciandola fuori, salvando tutte le altre persone nella stanza. In seguito alla morte di Young-mi, Hyun-ju, demotivata e avendo perso un'amica intima, vota finalmente X per andarsene.

#### Im Jeong-dae
Im Jeong-dae, noto anche come Giocatore 100, è interpretato da Song Young-chang e doppiato da Dario Oppido.
Jeong-dae è un anziano businessman sfacciato e prepotentemente avido che si scopre avere un debito di 10 miliardi di won, quasi un quarto del premio in denaro promesso. Inizialmente si rivolge a Gi-hun per un consiglio, ma si rivolta contro di lui quando si scopre che il secondo gioco non è Caramello come Gi-hun ricorda. Jeong-dae intimidisce, terrorizza e bullizza gli altri giocatori, in particolare i membri del Team X, e vede poco valore nelle vite degli altri giocatori, essendo principalmente interessato a vincere più soldi possibile dai giochi. Nonostante questo, il suo carisma gli consente di convincere molti altri giocatori a continuare a giocare e unirsi alla sua squadra, diventando così una delle voci più forti del Team O. La sua crudeltà e la sua avidità, raggiungono l'apice dell'ammissibile quando arriva a progettare la dipartita non solo di Gi-hun, ma anche di una bambina indifesa ed innocente, la figlia della giocatrice Jun-hee, la 222. Arriva fino all'ultimo gioco in cui finalmente impara la lezione, venendo ucciso da Myung-gi per ampliare il montepremi, arrivando quinto in tutta la competizione (Contando anche la neonata)

#### Seon-nyeo
Seon-nyeo, nota anche come Giocatore 044, è interpretata da Chae Kook-hee e doppiata da Beatrice Margiotti.
Una potente sciamana autoproclamata a cui piace parlare delle morti destinate delle persone, continuamente convinta che gli dèi del cielo e della terra scelgano il destino di chiunque. Esternamente, è una donna maleducata e arrogante che costringe i suoi scagnozzi a votare O per continuare a giocare. Visto che nessuno l'ha scelta, si allea con Hyun-ju, Yong-sik, Geum-ja e Young-mi nella seconda partita e rischia quasi di fargli perdere la vita armeggiando con la trottola volante prima che Hyun-ju la costringa a concentrarsi. Nel secondo round del Raduno, viene abbandonata dai suoi ex compagni di squadra come la persona strana e sviluppa rancore e desidera vederli morire nelle partite, il che spinge almeno una persona a cambiare schieramento per il Team O.
Fallita la rivolta di Gi-hun quella notte, Seon-nyeo lo prende in giro dicendo che le anime dei suoi amici morti lo perseguiteranno fino alla fine. Gi-hun sbotta e fa per strangolarla, ma non ci riesce a causa delle manette con cui è stato punito. Nel quarto gioco, finisce per lasciar morire tutti i suoi scagnozzi, per poi imbattersi di nuovo in Gi-hun. Capendo che Gi-hun sta cercando vendetta su Dae-ho per il fallimento della rivolta, gli da delle indicazioni per andare a ucciderlo. Successivamente trova l'uscita, ma viene ingannata da Im Jeong-dae. Successivamente si imbatte in Min-su, ancora alla ricerca di Se-mi. In preda alle allucinazioni e ai sensi di colpa, Min-su uccide la sciamana scambiandola per Nam-gyu.

#### Choi Woo-seok
Choi Woo-seok, è interpretato da Jeon Seok-ho e doppiato da Diego Gallo. È un membro del gruppo di strozzini di Mr. Kim. È molto legato al suo capo che ha officiato il suo matrimonio e fa coppia con lui nella ricerca del Reclutatore nell'episodio di apertura della seconda stagione. Dopo aver seguito il Reclutatore, viene catturato insieme al signor Kim e costretto a giocare a un gioco che combina sasso carta forbici meno uno e roulette russa. Dopo essere sopravvissuto ai primi round, Woo-seok sceglie due sassi, il che spinge Mr. Kim a sacrificarsi per salvare Woo-seok. Woo-seok viene poi liberato dal Reclutatore da Gi-hun e si unisce a lui con entusiasmo nella vendetta contro gli organizzatori del gioco per vendicare il signor Kim. Si unisce a Jun-ho, al capitan Park e ai mercenari nei loro viaggi navali per cercare di trovare l'isola. Nell'episodio finale della seconda stagione, incontra per caso Park dopo che questi ha ucciso l'operatore del drone, ma si lascia convincere che i rumori che ha sentito provenivano da scatole che cadevano. Tuttavia i dubbi e sospetti verso il capitano si accentuano sempre di più e l'uomo sceglie di rimanere a terra per proseguire, aiutato da uno sgherro, delle indagini su Park. Scopre che i suoi sospetti erano veri trovando delle foto del capitano con il Reclutatore e, dopo essere stato arrestato dalla polizia, fa in tempo ad avvisare il detective Jun-ho dell'imminente pericolo che rappresenta Park, salvando in tempo ed indirettamente sia Jun-ho che l'ultimo mercenario sopravvissuto.

#### Capitano Park Yeong-gil
Il Capitano Park Yeong-gil, noto anche come capitano Park, è interpretato da Oh Dal-su e doppiato da Francesco Meoni. È il capitano di una barca da pesca che ha salvato Hwang Jun-ho dopo che era scappato per un pelo dal Front Man nella stagione 1. Park trascorre l'anno e mezzo dopo che Jun-ho si è svegliato dal coma aiutandolo a trovare la posizione dei giochi, gratuitamente, portandolo sulle isole vicino a dove Park lo aveva preso. Nel primo episodio della seconda stagione, quando Jun-ho dichiara che la ricerca non ha speranza, Park si offre di assumerlo come pescatore di calamari. Quando Jun-ho riprende la ricerca dopo essersi alleato con i mercenari di Gi-hun e lo strozzino Choi Woo-seok, Park lascia loro usare la sua nave. Nel finale di stagione, il pilota del drone della squadra lo scopre mentre sabota il drone, spingendo Park, che in realtà lavora per il Front Man, a pugnalarlo con il cacciavite che stava usando e gettarlo in mare. Viene quasi scoperto da Woo-seok, ma lo convince che i suoni che ha sentito erano scatole che cadevano. In seguito Woo-seok (che sospetta di lui) si introduce nella sua casa trovando nel giardino la stessa maschera e lo stesso abito che usano le guardie "manager" e delle foto del capitano insieme al Reclutatore, ma viene scoperto dalla polizia che, scambiandolo per un ladro, finisce per arrestarlo. Fortunatamente Woo-seok riesce ad avvertire in tempo Jun-ho dicendogli tutta la verità. Park contatta la sua seconda nave, quella del capitano Ko, dicendo che sono stati scoperti. Gli viene quindi ordinato di uccidere tutto l'equipaggio. Park uccide diversi mercenari e fa quasi per uccidere Kim, ma Jun-ho lo ferma sparandogli al petto con una filcima subacquea Park confesserà, in punto di morte, di lavorare per il Frontman per poi morire in seguito alla ferita al petto.

#### Park Mal-soon
Park Mal-soon, la madre di Hwang Jun-ho e la matrigna di Hwang In-ho, è interpretata da Lee Joo-sil. Lee è morta all'età di 80 anni nel febbraio 2025, prima dell'uscita della terza stagione di Squid Game.
Madre affettuosa e premurosa, Mal-soon era preoccupata per il benessere sia del figlio che del figliastro e si sentiva triste e in colpa per non essere riuscita ad aiutare In-ho a salvare la moglie incinta, morta di insufficienza epatica prima di riuscire a trovare un donatore compatibile.

## Personaggi ospiti

### Reclutatore

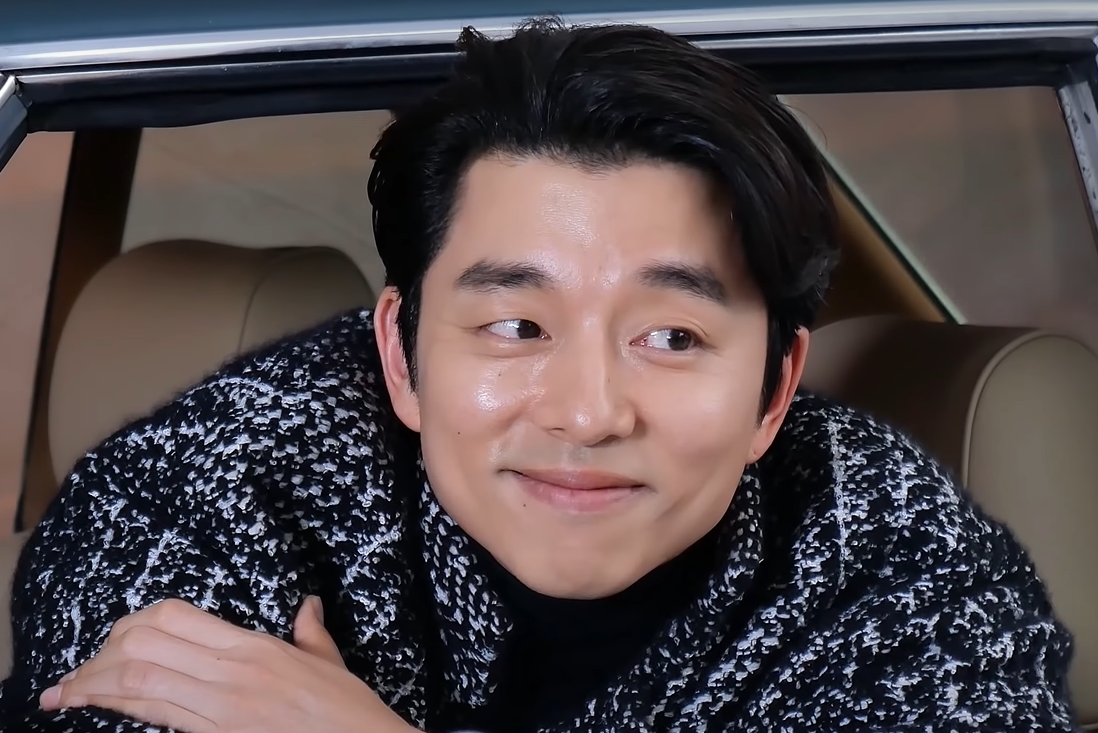
Gong Yoo interpreta il Reclutatore

Il Reclutatore è interpretato da Gong Yoo e doppiato da Daniele Di Matteo. Le sue apparizioni nella prima e nella seconda stagione, sebbene brevi, hanno ricevuto recensioni positive dai fan sui social media.
Il reclutatore senza nome, vestito invariabilmente in giacca e cravatta e dotato di una valigia contenente denaro e tessere del ddakji, è responsabile del reclutamento dei giocatori per i giochi. Cerca individui vulnerabili e li invita a giocare a ddakji, offrendo 100.000 ₩ per una vittoria, ma pretendendo la stessa cifra se vince lui. I giocatori che perdono possono optare per un altro round, ma devono accettare uno schiaffo come penalità. Dopo aver vinto, i giocatori ricevono il denaro e un biglietto d'invito con un numero di telefono. Coloro che sono interessati a giochi con puntate più alte possono chiamare il numero e fornire il proprio nome e data di nascita per confermare la loro iscrizione e il ritiro.
Nella seconda stagione, Gi-hun assume il suo ex strozzino, Kim, e i suoi aiutanti per trovare sia il Reclutatore che il Front Man dei giochi. Dopo due anni di ricerche infruttuose, Kim e il suo socio Choi Woo-seok trovano e tentano di catturare il Reclutatore, ma lui riesce a rapire la coppia. Li costringe a giocare a una combinazione mortale di sasso carta forbici e roulette russa, che provoca la morte di Mr. Kim. Gi-hun affronta il Reclutatore, dando inizio a un teso round di roulette russa tra di loro. Durante il round, il Reclutatore rivela di aver giustiziato suo padre, un giocatore, durante il suo periodo da soldato nei giochi, e deride Gi-hun e tutti i giocatori definendoli "spazzatura". Gi-hun ribatte definendo il Reclutatore una pedina degli organizzatori del gioco. Punto da questa osservazione, il Reclutatore preme il grilletto su un turno fatale, togliendosi la vita. Prima di morire, lascia nella giacca un biglietto d'invito per far incontrare Gi-hun al Front Man.

### Kim Jeong-rae
Kim Jeong-rae, noto semplicemente come Mr. Kim e inizialmente accreditato come "Capo degli strozzini", è interpretato da Kim Pub-lae e doppiato da Gianluca Izzo (st.1) e Alessandro Messina (st.2).
Nella stagione 1, Kim è lo strozzino di Seong Gi-hun e minaccia di venderne gli organi se continua a non pagare i suoi enormi debiti. Dopo che Gi-hun riesce a saldarli prima degli eventi della stagione 2, Kim crede alla storia di Gi-hun sullo Squid Game, avendo perso traccia di molti altri debitori nei suoi confronti, e si unisce con entusiasmo agli sforzi di Gi-hun per dare la caccia agli organizzatori dei giochi perché lui stesso è a corto di soldi. Kim e il suo socio Choi Woo-seok vengono sopraffatti e rapiti dal Reclutatore dopo aver tentato di catturarlo e, quando è costretto a giocare una combinazione mortale di sasso carta forbici e roulette russa, Kim perde la partita per risparmiare Woo-seok e viene ucciso dal Reclutatore.

### Kang Mi-na
Kang Mi-na, nota anche come Giocatore 196, è interpretata da Song Ji-woo. Rivelata con un debito di 45 milioni di won, ha un atteggiamento spensierato e vanitoso. Mi-na cattura l'attenzione di Thanos prima del primo gioco e lui ci prova con lei, e i due non prendono sul serio gli avvertimenti di Gi-hun durante "Un, due, tre, stella". Mentre la bambola è girata, Mi-na va nel panico quando Thanos le dice che c'è un'ape su di lei. Successivamente viene sparata ed eliminata, diventando la prima giocatrice a morire nei giochi di quest'anno e facendo capire agli altri giocatori che gli avvertimenti di Gi-hun erano veri.